# 油麗邨
油麗邨（英語：Yau Lai Estate）位於香港觀塘區油塘，東區海底隧道九龍出口側，是香港房屋委員會轄下的公共屋邨之一，由房屋署總建築師（設計與標準策劃）設計。屋邨項目名稱為「東區海底隧道建屋計劃」，項目編號KL77。

## 屋邨歷史

### 原有規劃方案
原有計劃方案於1997年規劃，並發表在房委會1997至1998年度年報；該年報提及房委會決定在東區海底隧道附近土地發展居者有其屋，並作為居者有其屋計劃出售；屋苑原本將興建十九座「1999年版本新十字型大廈」、分成三期、合共佔地約6.87公頃，並且命名為油麗苑。
當中第一期六座原計劃於1999年動工，並列入「自選交樓標準」計劃，可提供大約7,600個單位及；同時原本計劃興建一個面積約5,000平方米的商場。年報中更提及首兩期工程預計於2003年或2004年竣工，第三期於2005至2006年度完成 。

### 現時規劃
後來因港府房屋政策有變、適逢「孫九招」，其中要求房委會停建停售居屋，隨後房委會決定隨政府政策停售居屋，屋苑隨即改作出租公共屋邨，並易名為油麗邨；但由於第一期在「孫九招」前已經開始興建，房委會按原定規劃將原先油麗苑六座大廈（第一期）保留，並將其餘期數重新設計（不過因為時間關係等，其餘期數大廈的設計不再是新十字型、而是改為「非標準設計大廈」）。目前整個屋邨已落成的大廈有14座，於2004年至2019年期間分階段入伙。

## 屋邨資料與特色
油麗邨是第三個樓宇超過40層的公共屋邨（第一個是興民邨，第二個是尚德邨），由於需要符合香港的消防條例，所以其中三座高於40層的大廈內其中一層及天台設有隔火層，而本邨部份樓宇更可遠眺香港島北角至柴灣一帶的景色；當中雅麗樓、智麗樓、逸麗樓三座樓宇樓高達46層，是目前全港樓層數第二高的公營房屋大廈，僅次於牛頭角下邨貴顯樓及貴月樓。
全邨現時分為七期，都是由房屋署總建築師（設計與標準策劃）負責設計；當中第三期豐麗樓及盈麗樓的細部設計更獲收錄入房委會的標準細部（Master Details）設計之中，並運用於2008年往後新建的屋邨之上。
屋邨採用多項環境保護措施及綠化設計，不少設計及措施更是試驗性質，若果試驗成功、將會為未來新興建的屋邨加入相關的環保設計；譬如為第四期通往油塘邨的升降機塔的「垂直外牆」種植植物、第五期停車場和服務設施大樓的機房頂部種植植物等，並配備「自動灌溉系統」；另外於第五期入口柱廊及兩幢大廈天台裝設「光伏板」，並為兩棟大廈每層走廊設置「郵箱型廢物收集系統」、並直接連接大廈內的垃圾及物料回收室。
2019年落成的第七期（信麗樓）為配合政府提高公屋供應量的政策而利用第一期綠化帶加建的大廈，於興建前曾引起「插針樓」的相關爭議。大廈樓高41層，每層設有14個小型單位，為全港目前唯一一座全座只提供1-2人單位的非標準設計大廈。
全邨住宅部份現由「佳富物業管理有限公司」作屋邨管理。
現時分別於往屋邨第一及三期的升降機塔LG層增設自助郵件／貨物提取櫃「順便智能櫃」、及於仁麗樓地下增設香港郵政「智郵站」各一部，方便住戶及區內市民。

### 樓宇
| 樓宇名稱（座號） | 樓宇類型                      | 落成年份 | 層數 | 每層伙數                              | 每座單位總數（伙） | 建築師                              | 承建商   | 提供升降機的廠商 | 期數 | 原訂樓宇名稱（座號） |
| ---------------- | ----------------------------- | -------- | ---- | ------------------------------------- | ------------------ | ----------------------------------- | -------- | ---------------- | ---- | -------------------- |
| 雅麗樓（A座）    | 新十字型 （2000年改良版本）   | 2004年   | 46   | 10（其餘樓層） 不設單位（26樓避火層） | 450                | 房屋署總建築師 （設計與標準策劃）   | 禮頓建築 | 通力             | 1    | 雅麗閣（油麗苑A座）  |
| 碧麗樓（B座）    | 新十字型 （2000年改良版本）   | 2004年   | 40   | 10（其餘樓層） 不設單位（26樓避火層） | 400                | 房屋署總建築師 （設計與標準策劃）   | 禮頓建築 | 通力             | 1    | 碧麗閣（油麗苑B座）  |
| 智麗樓（C座）    | 新十字型 （2000年改良版本）   | 2004年   | 46   | 10（其餘樓層） 不設單位（26樓避火層） | 450                | 房屋署總建築師 （設計與標準策劃）   | 禮頓建築 | 通力             | 1    | 智麗閣（油麗苑C座）  |
| 秀麗樓（D座）    | 新十字型 （2000年改良版本）   | 2004年   | 40   | 10（其餘樓層） 不設單位（26樓避火層） | 400                | 房屋署總建築師 （設計與標準策劃）   | 禮頓建築 | 通力             | 1    | 秀麗閣（油麗苑D座）  |
| 逸麗樓（E座）    | 新十字型 （2000年改良版本）   | 2004年   | 46   | 10（其餘樓層） 不設單位（26樓避火層） | 450                | 房屋署總建築師 （設計與標準策劃）   | 禮頓建築 | 通力             | 1    | 逸麗閣（油麗苑E座）  |
| 頤麗樓（F座）    | 新十字型 （2000年改良版本）   | 2004年   | 40   | 10（其餘樓層） 不設單位（26樓避火層） | 400                | 房屋署總建築師 （設計與標準策劃）   | 禮頓建築 | 通力             | 1    | 頤麗閣（油麗苑F座）  |
| 盈麗樓（N座）    | 新和諧一型第六款 （特別設計） | 2008年   | 40   | 20（其餘樓層） 19（19樓）             | 799                | 房屋署總建築師 （設計與標準策劃）   | 中國建築 | 東芝             | 3    | 油麗苑N至T座         |
| 豐麗樓（O座）    | 新和諧一型第六款 （特別設計） | 2008年   | 40   | 20（其餘樓層） 19（19樓）             | 799                | 房屋署總建築師 （設計與標準策劃）   | 中國建築 | 東芝             | 3    | 油麗苑N至T座         |
| 康麗樓（P座）    | 非標準設計大廈 （十字型）     | 2009年   | 40   | 18                                    | 720                | 房屋署總建築師 （設計與標準策劃）   | 瑞安建業 | 星瑪             | 4    | 油麗苑N至T座         |
| 翠麗樓（Q座）    | 非標準設計大廈 （十字型）     | 2009年   | 40   | 18                                    | 720                | 房屋署總建築師 （設計與標準策劃）   | 瑞安建業 | 星瑪             | 4    | 油麗苑N至T座         |
| 仁麗樓（R座）    | 非標準設計大廈 （十字型）     | 2009年   | 40   | 18                                    | 720                | 房屋署總建築師 （設計與標準策劃）   | 瑞安建業 | 星瑪             | 4    | 油麗苑N至T座         |
| 卓麗樓（S座）    | 非標準設計大廈 （Y型）        | 2011年   | 39   | 27                                    | 1053               | 房屋署總建築師 （設計與標準策劃）   | 瑞安建業 | 通力             | 5    | 油麗苑N至T座         |
| 雍麗樓（T座）    | 非標準設計大廈 （Y型）        | 2011年   | 39   | 27                                    | 1053               | 房屋署總建築師 （設計與標準策劃）   | 瑞安建業 | 通力             | 5    | 油麗苑N至T座         |
| 信麗樓（U座）    | 非標準設計大廈 （W字型）      | 2019年   | 40   | 14                                    | 560                | 房屋署總建築師、 關黃建築師有限公司 | 安保工程 | 東芝             | 7    | （不適用）           |

（註：因為1997年版本的發展計劃是預計興建共19座居屋大廈；後來因房屋政策有變，其餘未有興建的期數及大廈需重新設計，並且將第二期改為休憩用途，所以原先計劃內第二期（現時為公園）的第G至M座不予採用，座號直接跳到N座。上述座號是以房屋署Estate Property的記錄為依歸。）
第二期為公園（油塘道遊樂場），而第六期則為油麗商場；由於該兩期並非作居住用途，故此不列出於上述列表。

### 商場
油麗商場是油麗邨的附屬商場，主要服務油麗邨、油塘邨和油翠苑的住戶及附近市民，於2010年第四季開幕。商場樓高7層（兩層地庫為停車場及卸貨區，而四樓至天台層則為機電設施房，其餘4層為商場），由康業服務有限公司管理。商場承建商為瑞安建業；而商場共三部升降機則採用通力電梯。
油麗商場也是房委會「東九龍太古城」的一部份，屬於油麗邨第六期，連接油塘站上蓋－架空購物廊及大本型。
下列為油麗商場總樓層分布圖：
| 天台（R/F）       | 綠化天台 - 雀鳥植物拼砌圖案、機房機電層（不對外開放）                  |
| 四樓（4/F）       | 機電層（不對外開放）                                                   |
| 三樓（3/F）       | 診所、洗衣店、商場管理處及保安室、通往油塘邨／大本型的購物廊、綠化平台 |
| 二樓（2/F）       | 中式酒樓、補習社、籃球場、自助提取貨物櫃                               |
| 一樓（1/F）       | 餐廳、生活用品店、食品專門店、中醫診所、藥房、通往油麗邨行人天橋       |
| 地下（G/F）       | 餐廳、便利店、超級市場、時裝店、麵包店、個人護理產品等                 |
| 地庫一樓（LG1/F） | 停車場                                                                 |
| 地庫二樓（LG2/F） | 停車場出入口及大型車輛泊位、上落貨運區                                 |

### 第七期興建計劃
政府的「長遠房屋策略」建議興建單幢公屋，以滿足單身人士居住需要；房委會於油麗邨向鯉魚門道的原有花圃，增建一座40層的非標準型設計大廈（W字型）、屬油麗邨第七期項目；由房屋署總建築師（設計與標準策劃）負責整體設計及由關黃建築師事務所負責詳細設計。
該增建樓宇的地下為出租公屋樓宇入口及社區設施入囗；一樓及二樓部份地方為綜合家庭服務中心，二樓其餘部份為青少年中心及自修室，三樓為社區遊樂場、互助委員會辦事處及平台花園；而四至四十樓為出租公屋單位、每層14伙、共提供504個劃一為1至2人的小型單位。由於大廈位於東區海底隧道出口旁，所以每個單位均配備隔音窗戶，以符合環境保護署的規定。第七期的預計居住人口為504-1008人，於2019年入伙。

#### 有關爭議
唯不少居民對油麗邨第七期非標準型設計單幢式大廈（W字型）「插針式公屋」計劃表示反對，逾500名油麗邨居民簽名反對，居民認為社區設施一向不足，例如欠缺自修室、圖書館、青少年活動中心、兒童康樂活動設施、綜合家庭服務中心、街市及長者健體設施，在欠缺足夠社區設施的前提下，互助委員會已表示反對第七期計劃。
在觀塘區議會屬下房屋事務委員會會議上，多名委員質疑有關計劃，未來油塘灣發展將加重區內交通負荷，有委員認為應將第七期土地作緩衝之用，並留待日後用作擴闊路面以疏導交通。有委員亦擔心第七期公屋設置於雅麗樓現有的隔音屏障外，落成後將面對周邊道路的噪音面題。而因興建公屋而需拆除部份面向鯉魚門道的隔音屏障，使居住在面向鯉魚門道的的居民承受噪音滋擾，即使房屋署承諾為受影響居民更換加裝隔音窗戶，但未必能滿足居民需要。
另一邊廂，有議員則認為不少市民需要居住在環境惡劣的劏房，增建公屋計劃刻不容緩。房屋署總建築師說明油麗邨第七期並非「插針式公屋」，只是油麗邨的延伸發展，大廈設計上也會因地制宜、考慮單位坐向、加設隔音窗戶等，減少噪音對居民滋擾。而擬議公屋並非「長者房屋」，而是會以長幼共融概念設計，並提供多項文康社區設施如綜合家庭服務中心和休憩綠化空間等。

## 教育及福利設施

### 幼稚園
- 救世軍中原慈善基金油塘幼稚園（2013年創辦）（位於油麗邨停車場大廈4樓）

### 早期教育及訓練中心
- 協康會上海總會油麗中心 （位於油麗邨第五期停車場平台5樓）

### 小學
- 中華基督教會基法小學（油塘）（1965年創辦）
- 聖公會油塘基顯小學（2005年創辦）
- 聖安當小學（1968年創辦）

### 中學
- 聖安當女書院
- 天主教普照中學

### 長者鄰舍中心
- 基督教宣道會油麗長者鄰舍中心 （页面存档备份，存于）  （位於翠麗樓地下）

### 長者日間護理中心
- 香港中國婦女會油麗長者日間護理中心 （页面存档备份，存于）   （位於雍麗樓地下）

## 圖片庫

### 屋邨與樓宇景色

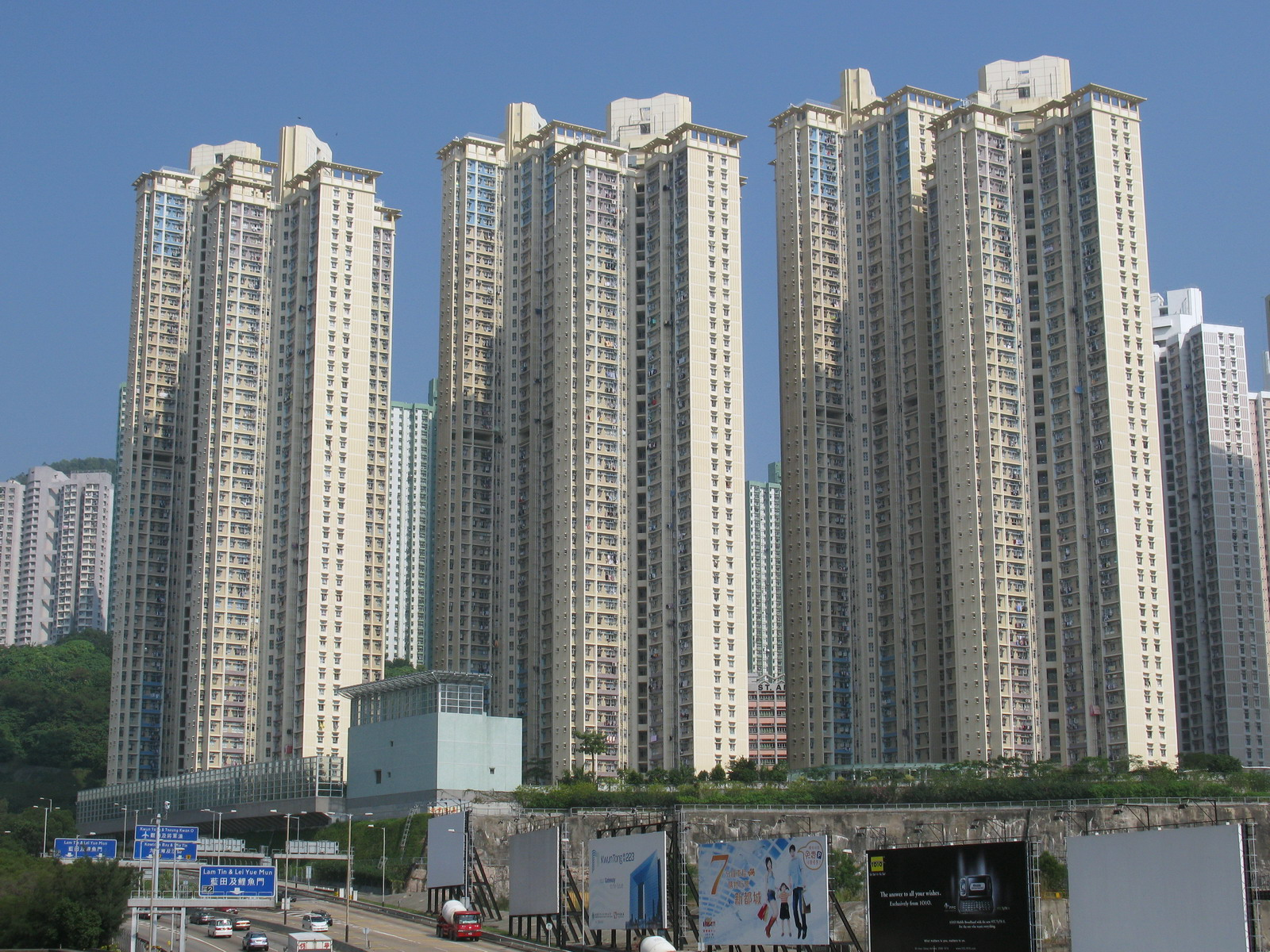
油麗邨共有6座新十字型大廈
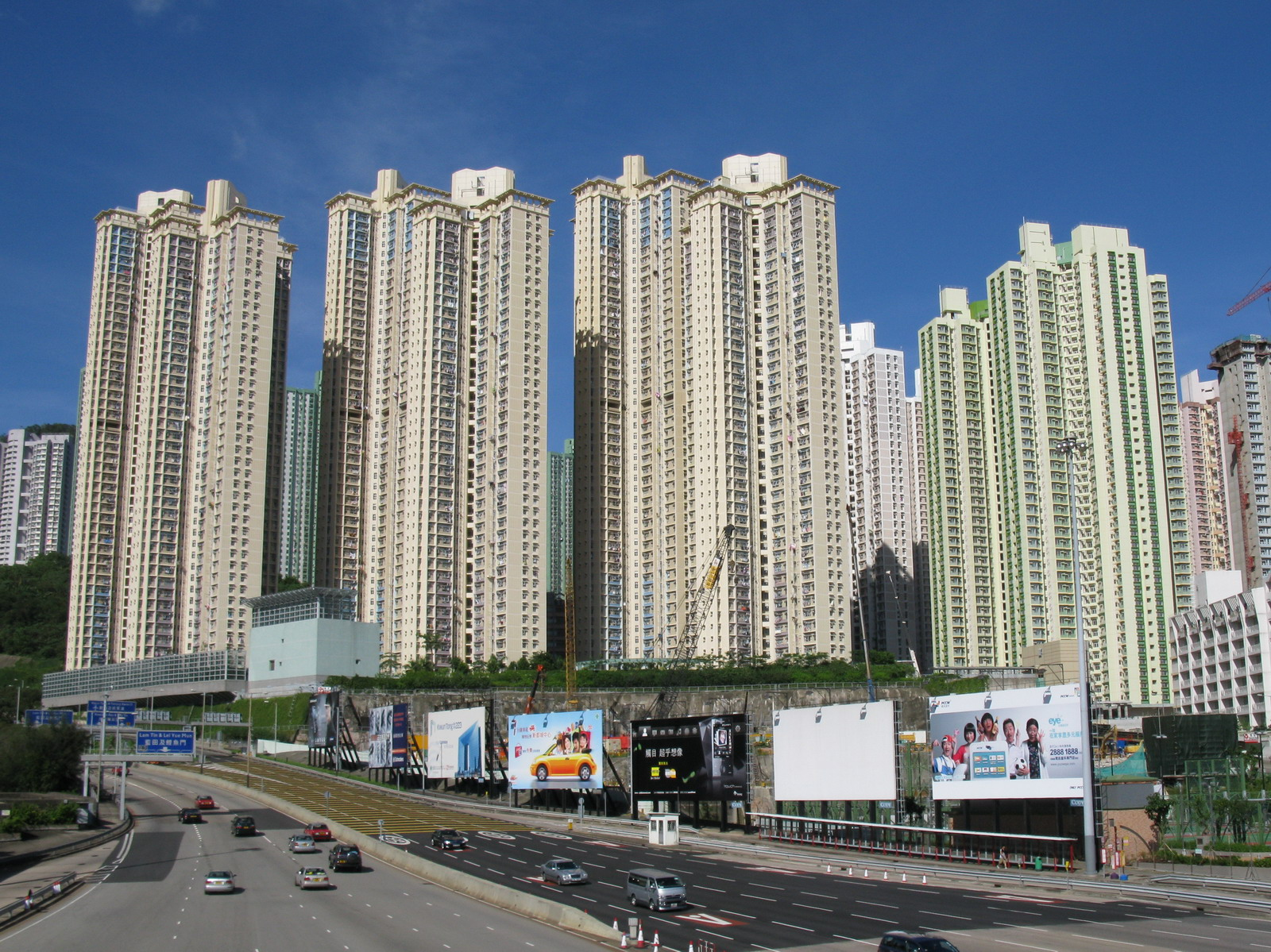
油麗邨第一期（2005年1月）及第三期（2008年9月）
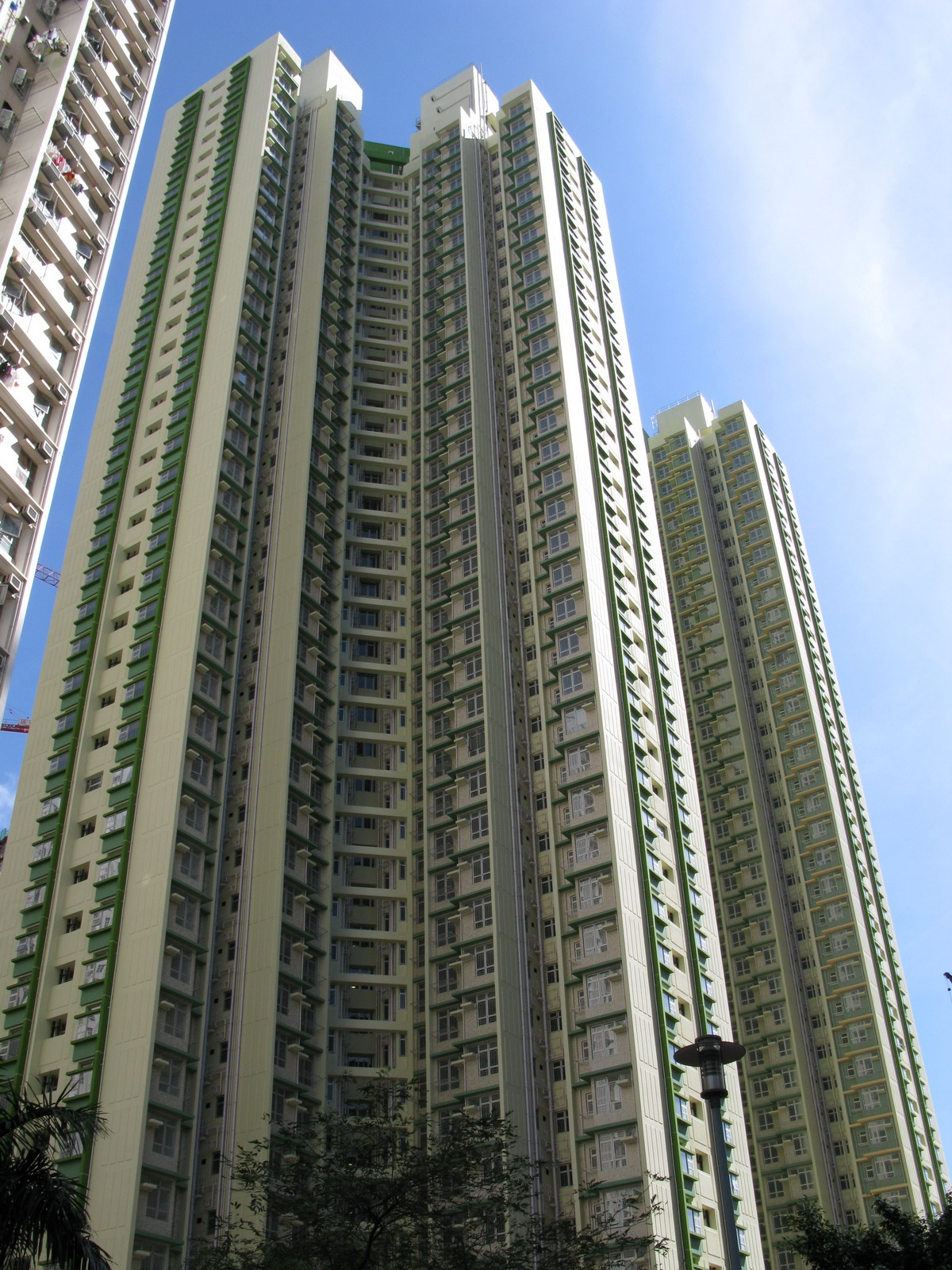
豐麗樓及盈麗樓
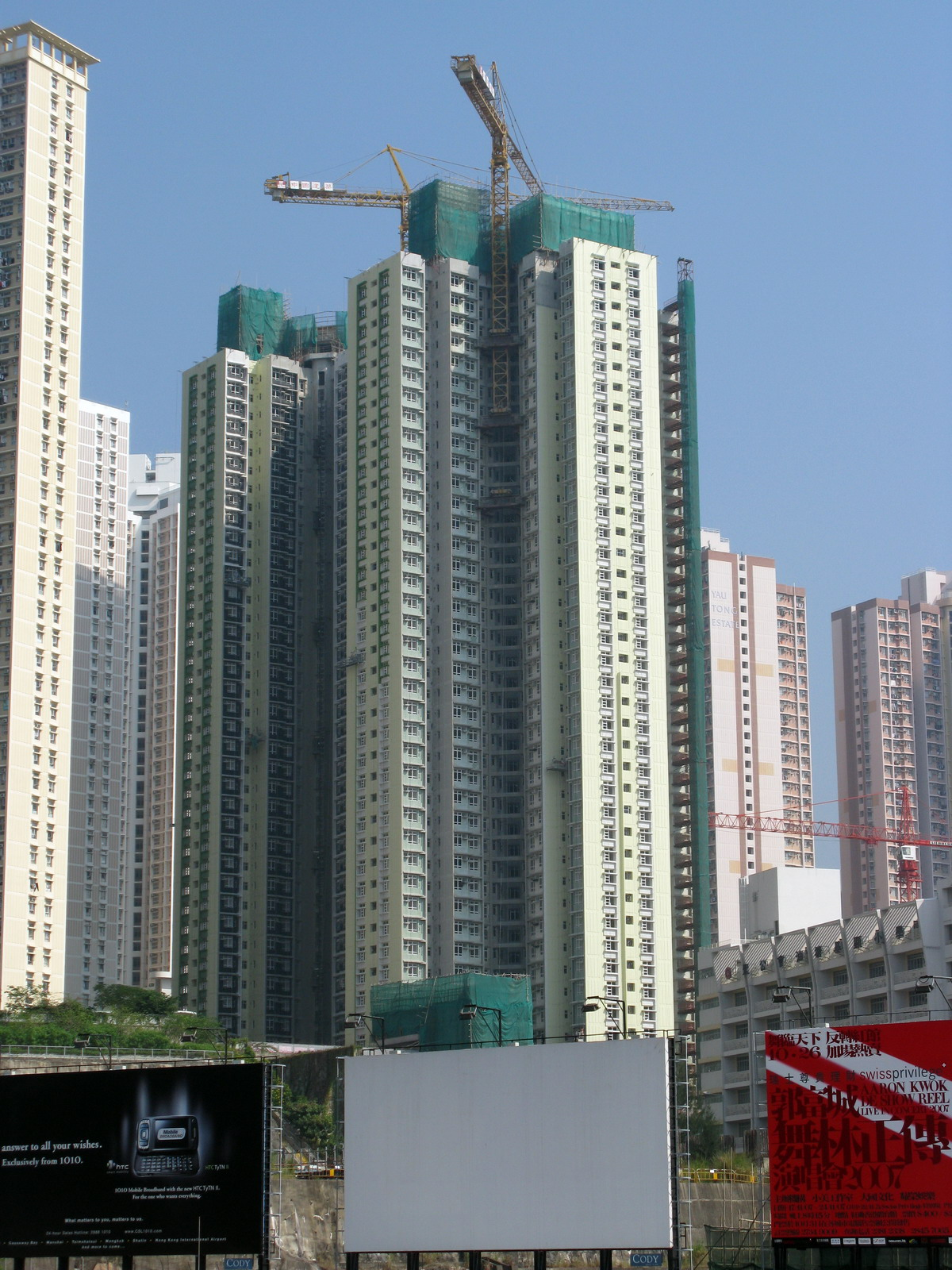
建築中的豐麗樓及盈麗樓（2007年11月）
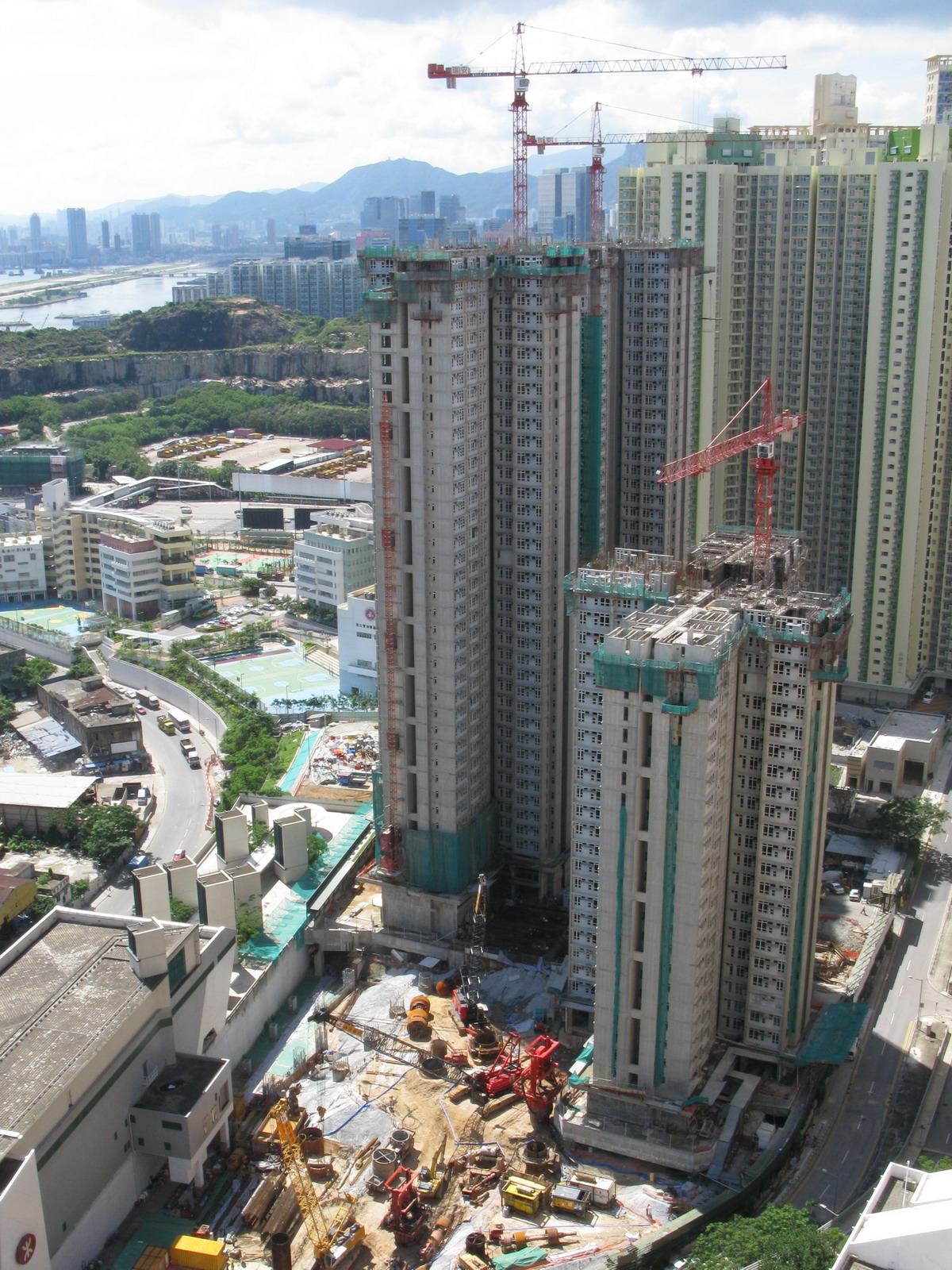
建築中的油麗邨第四期（2008年7月）
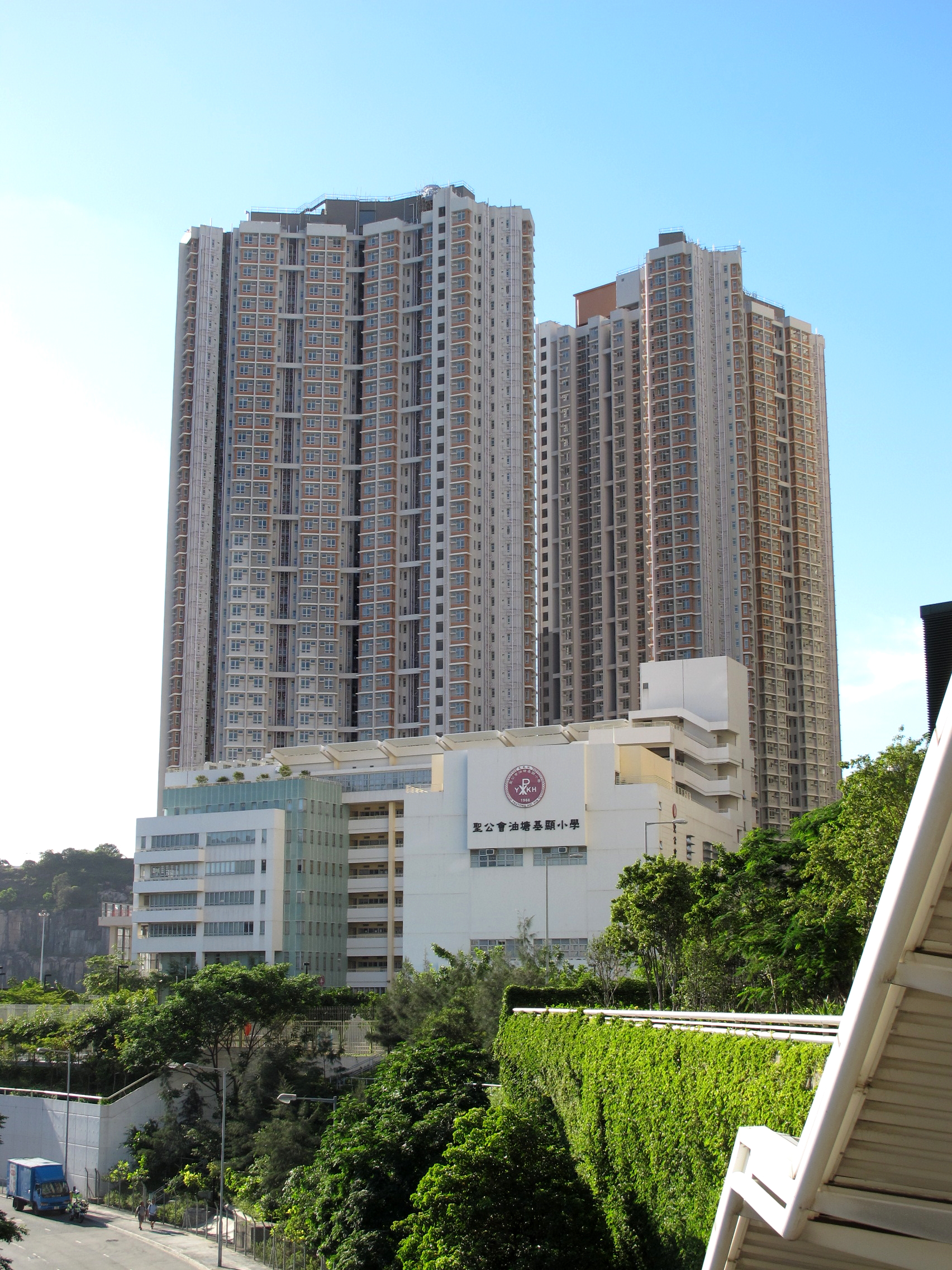
油麗邨第五期（2011年12月）
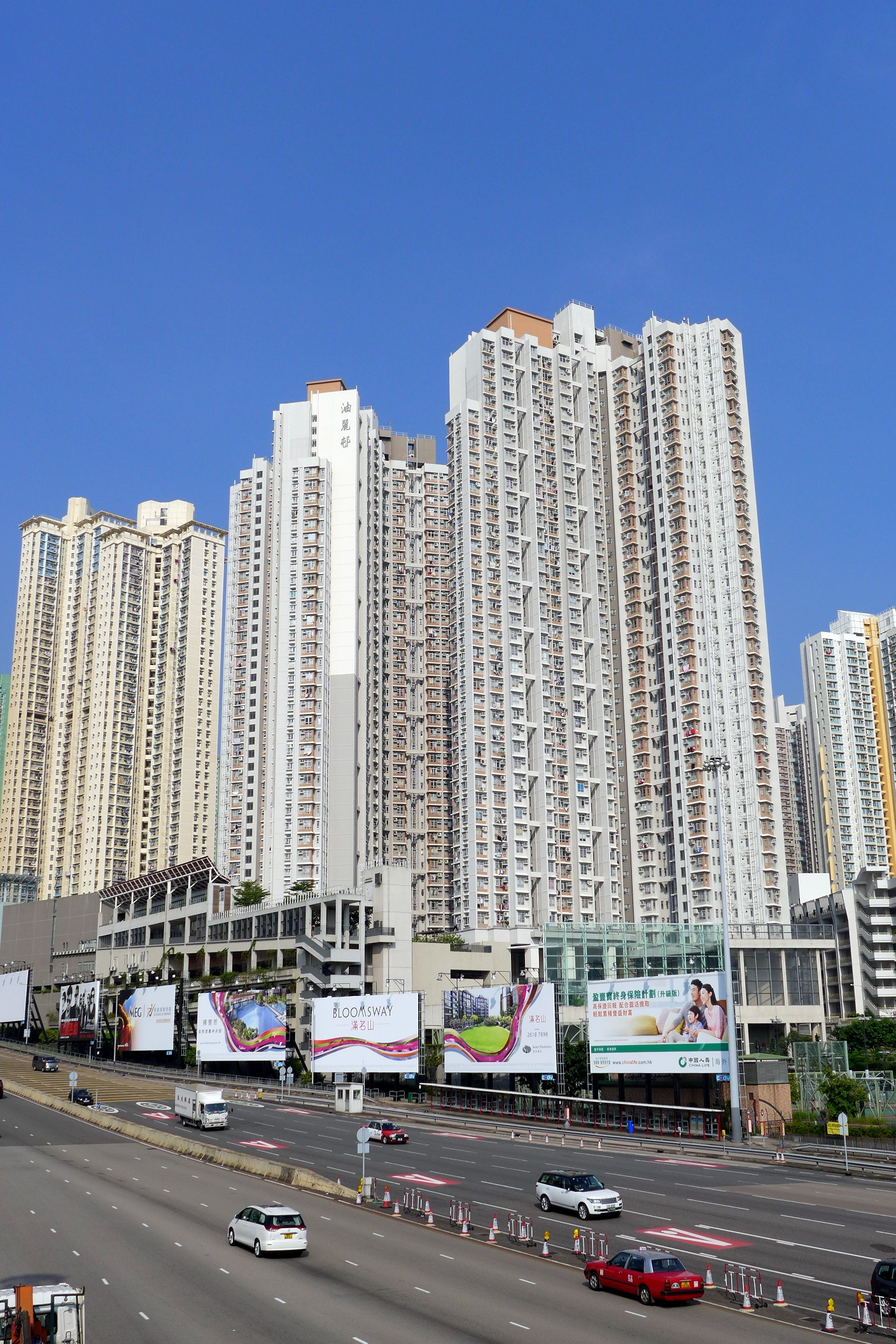
油麗邨第五期基座設隔音屏障
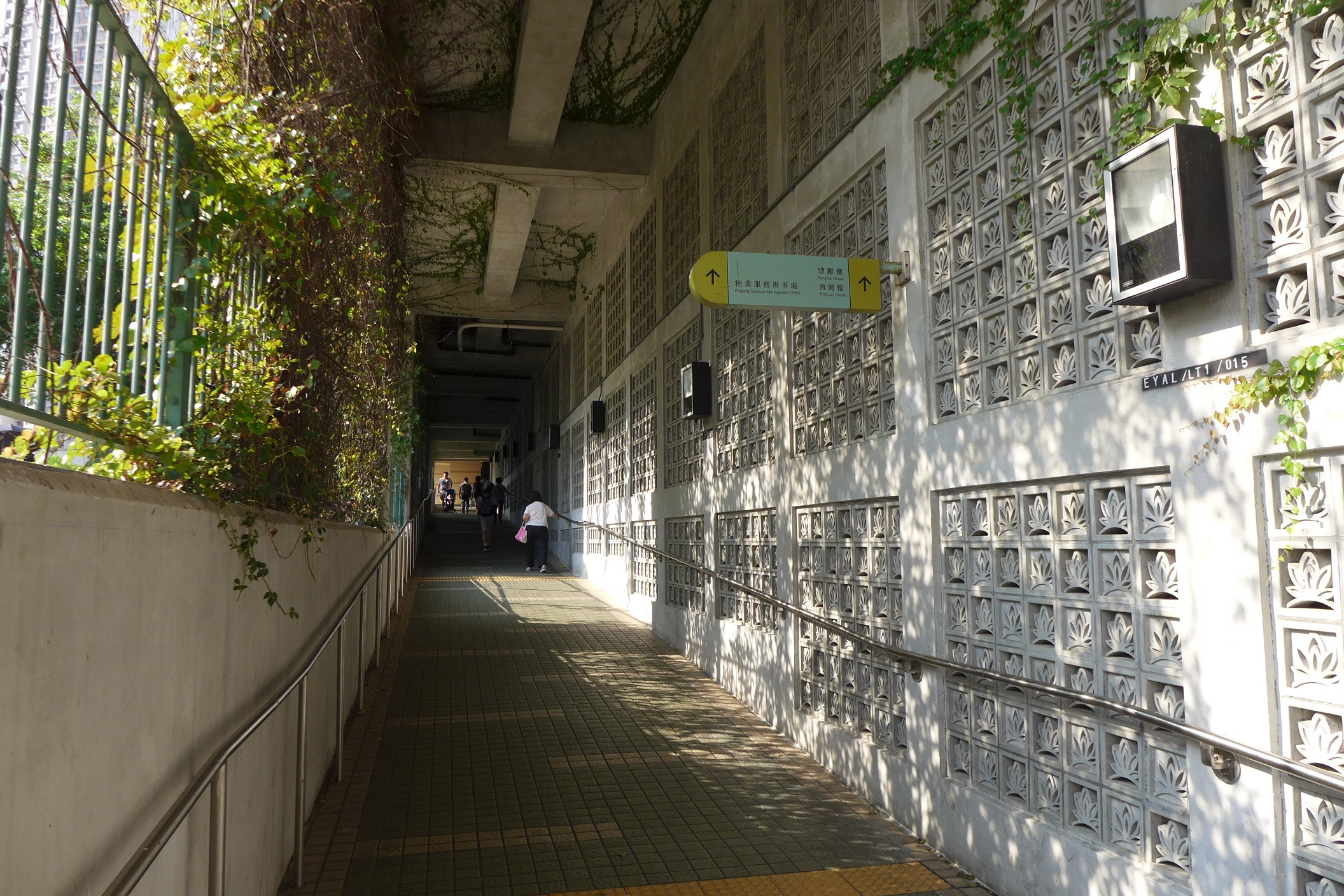
油麗邨第三期特色混凝土牆

### 康樂與休憩設施

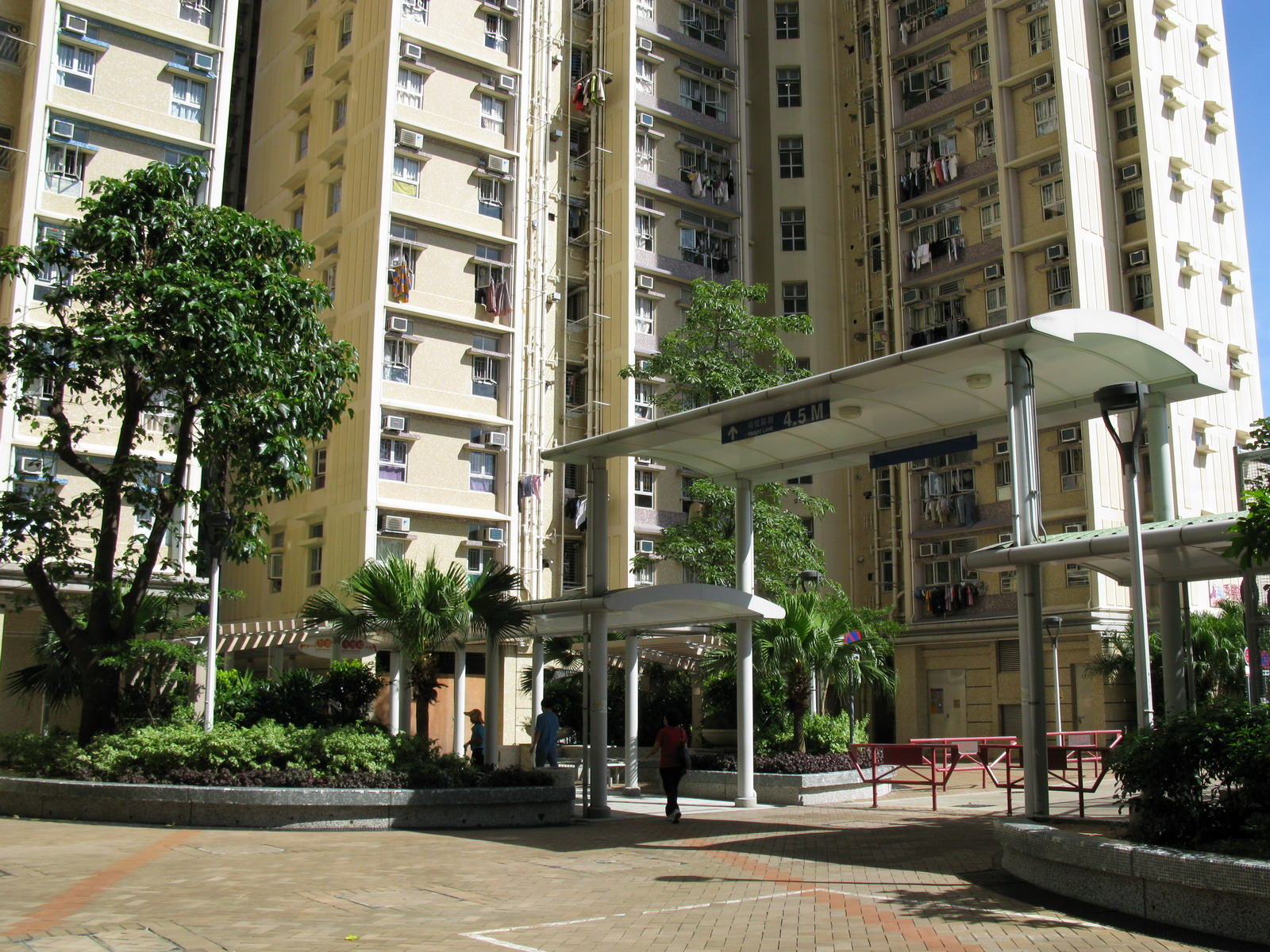
第一期平台花園
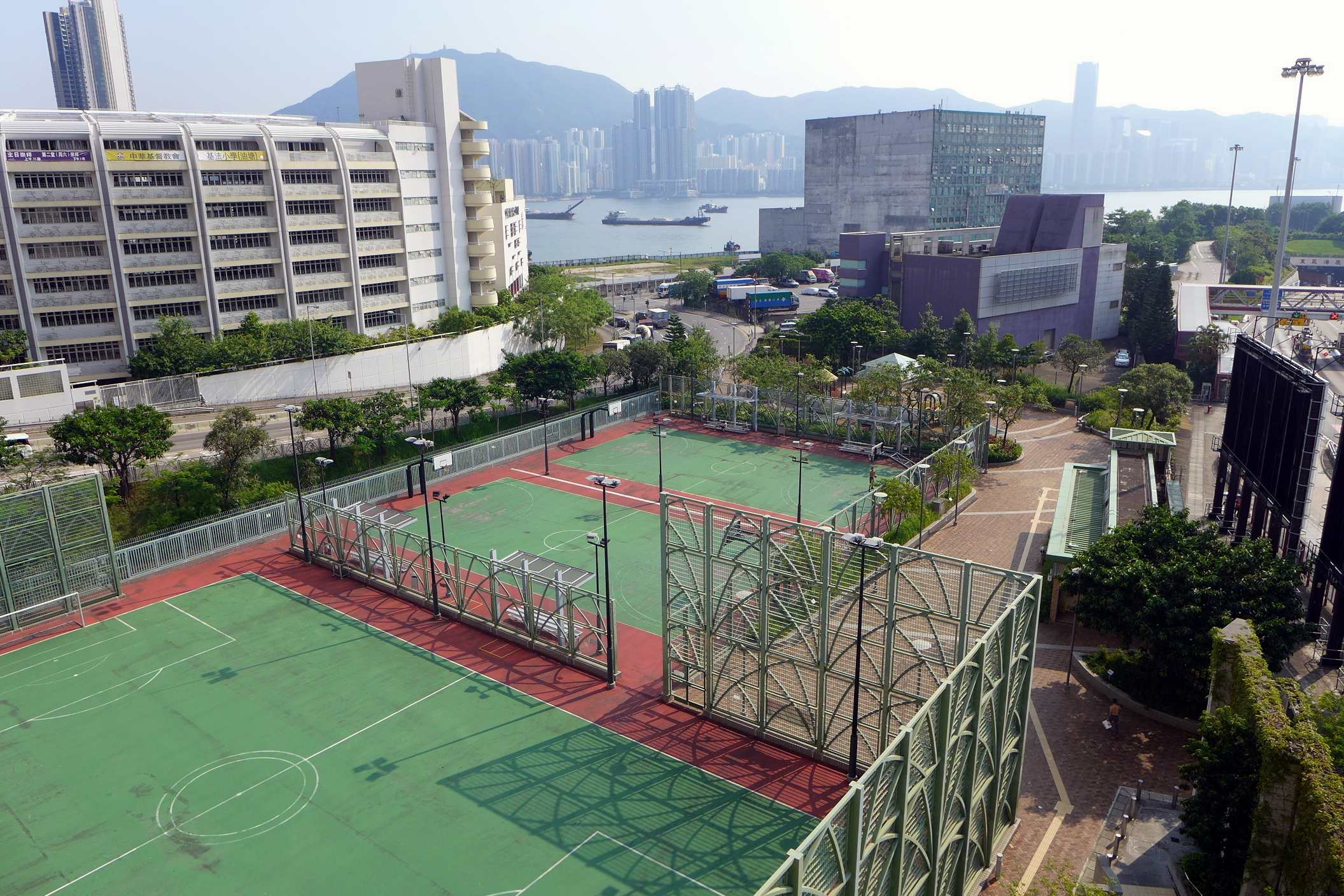
第二期公園（油塘道遊樂場）
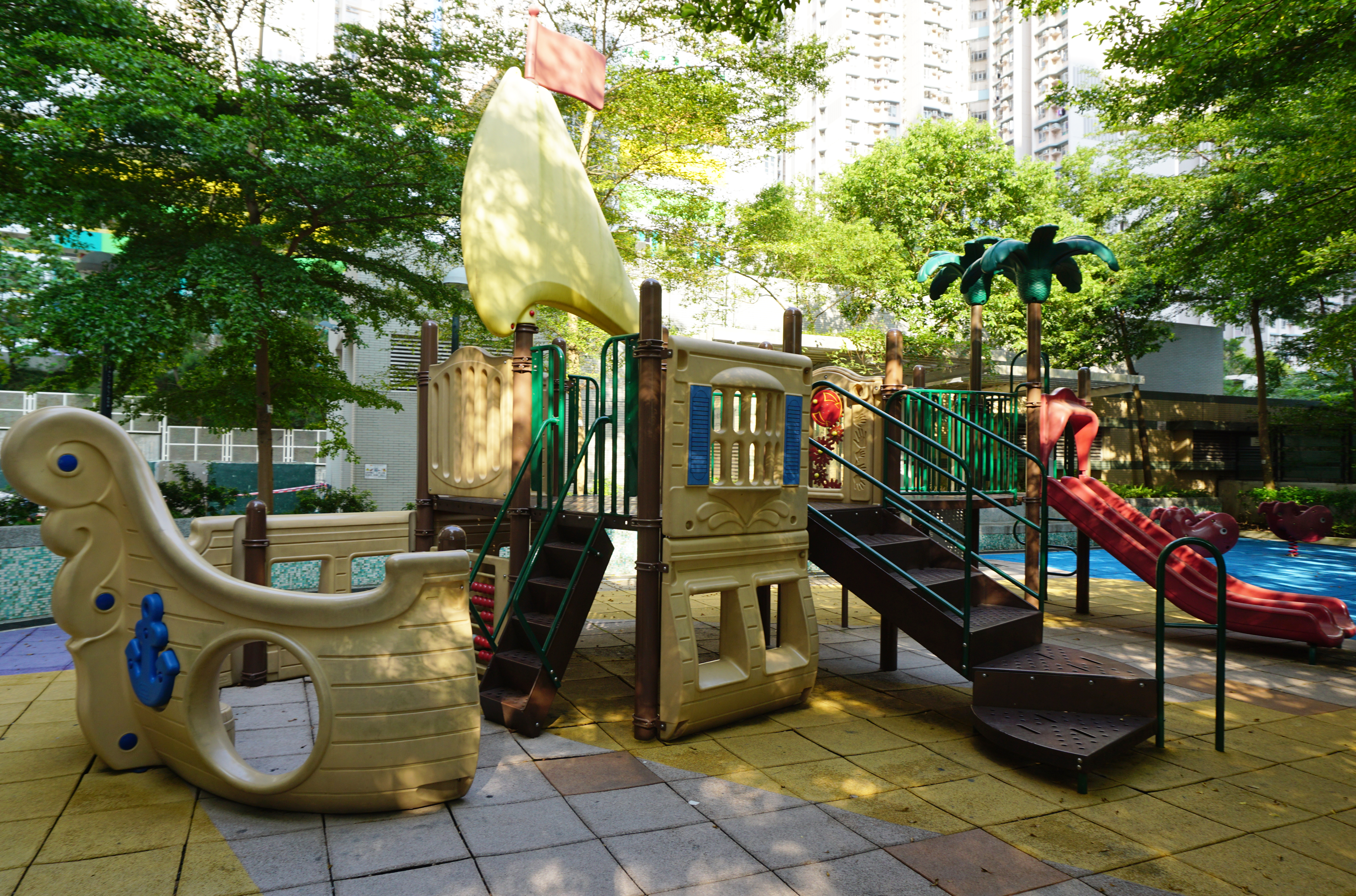
第三期兒童遊樂場
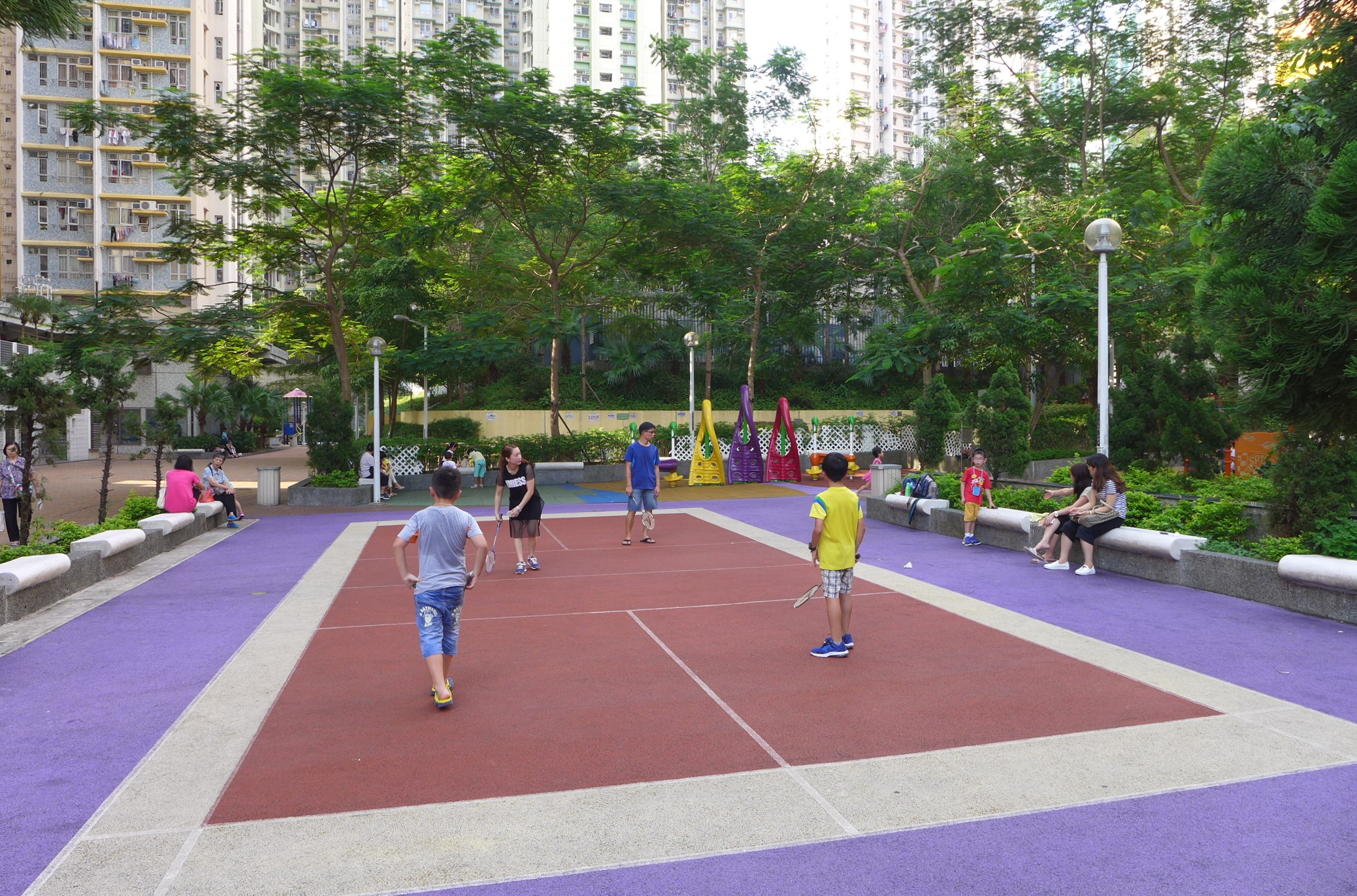
第四期羽毛球場
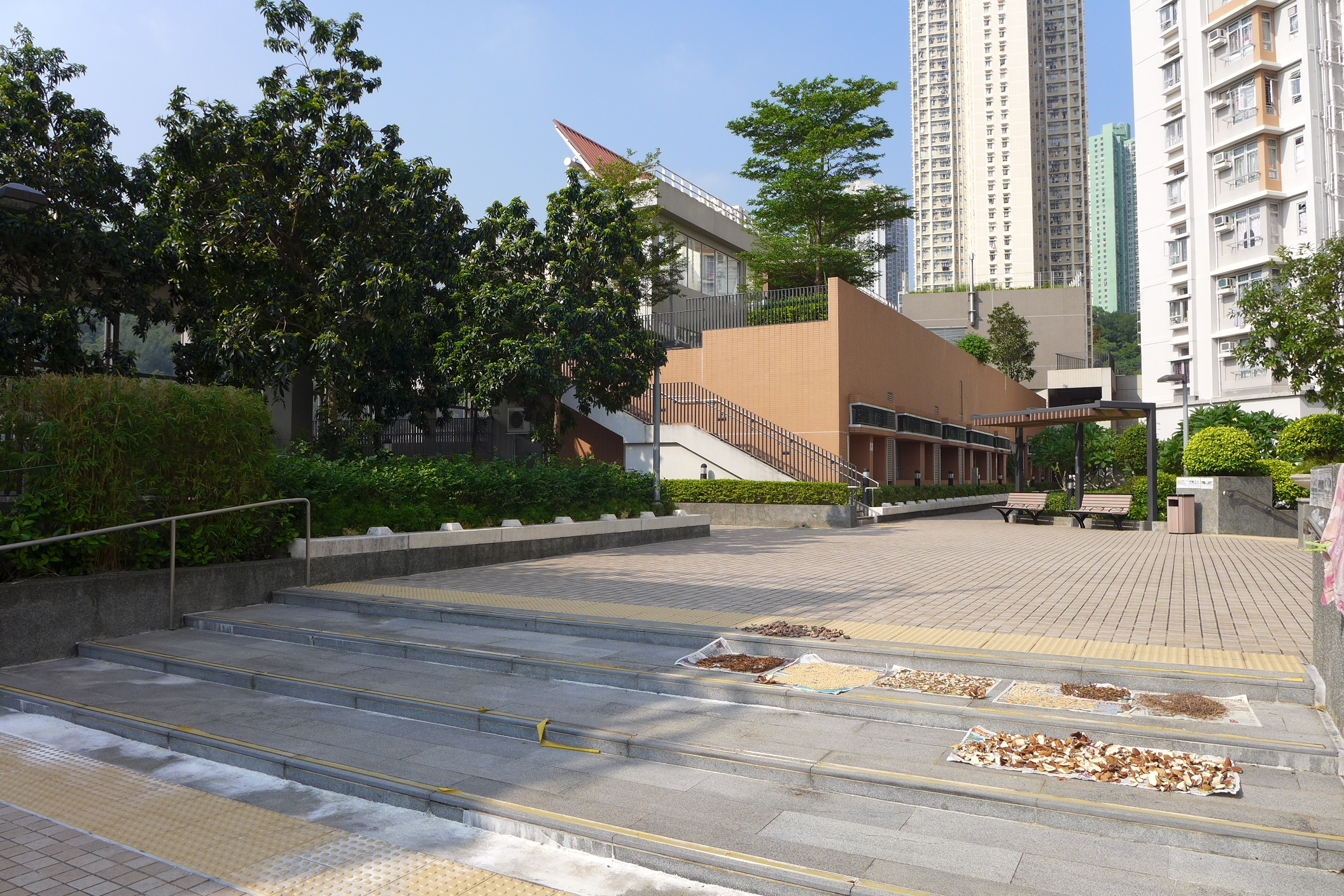
第五期平台花園

### 第七期 - 信麗樓相片

#### 興建期間

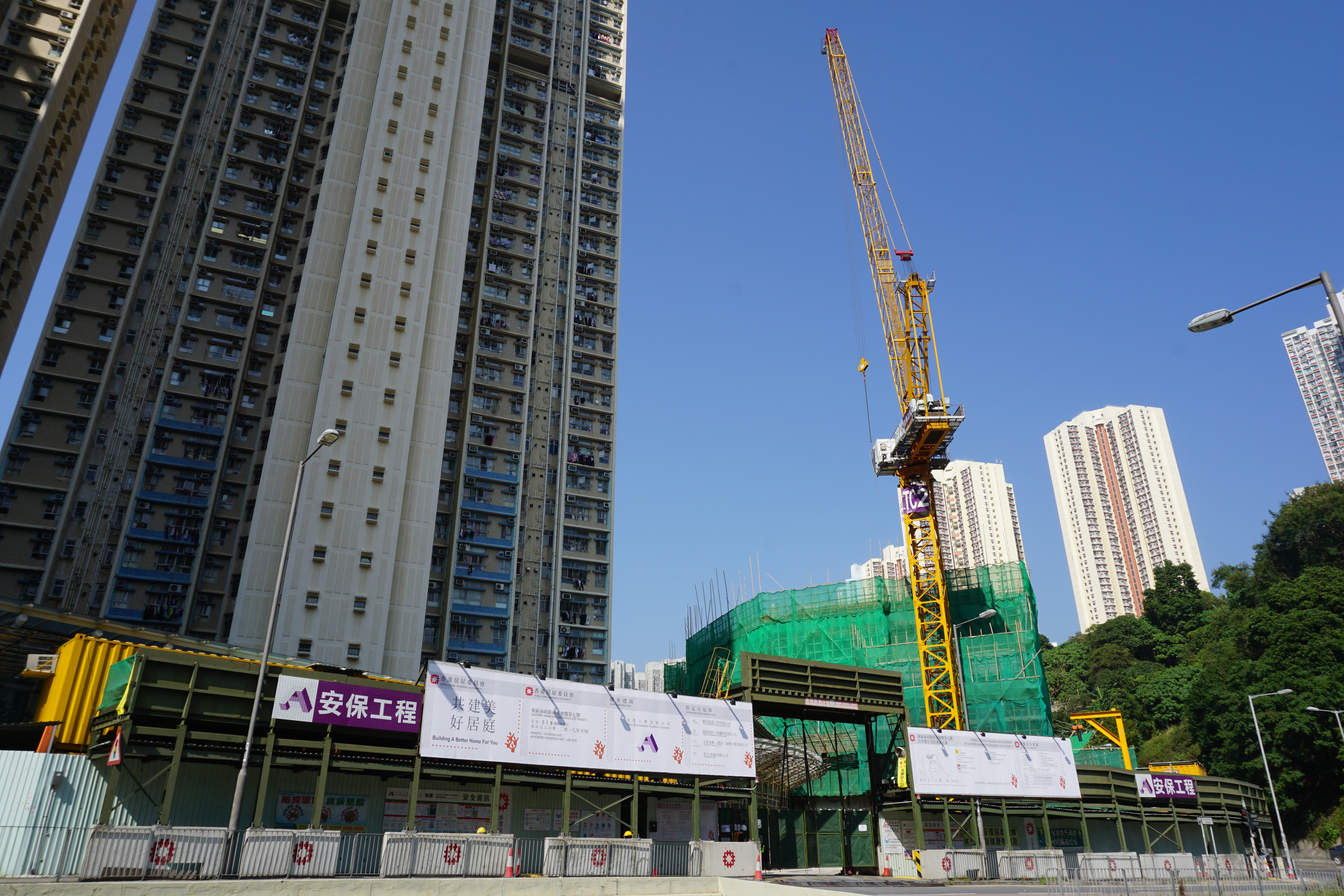
地盤（2016年12月）
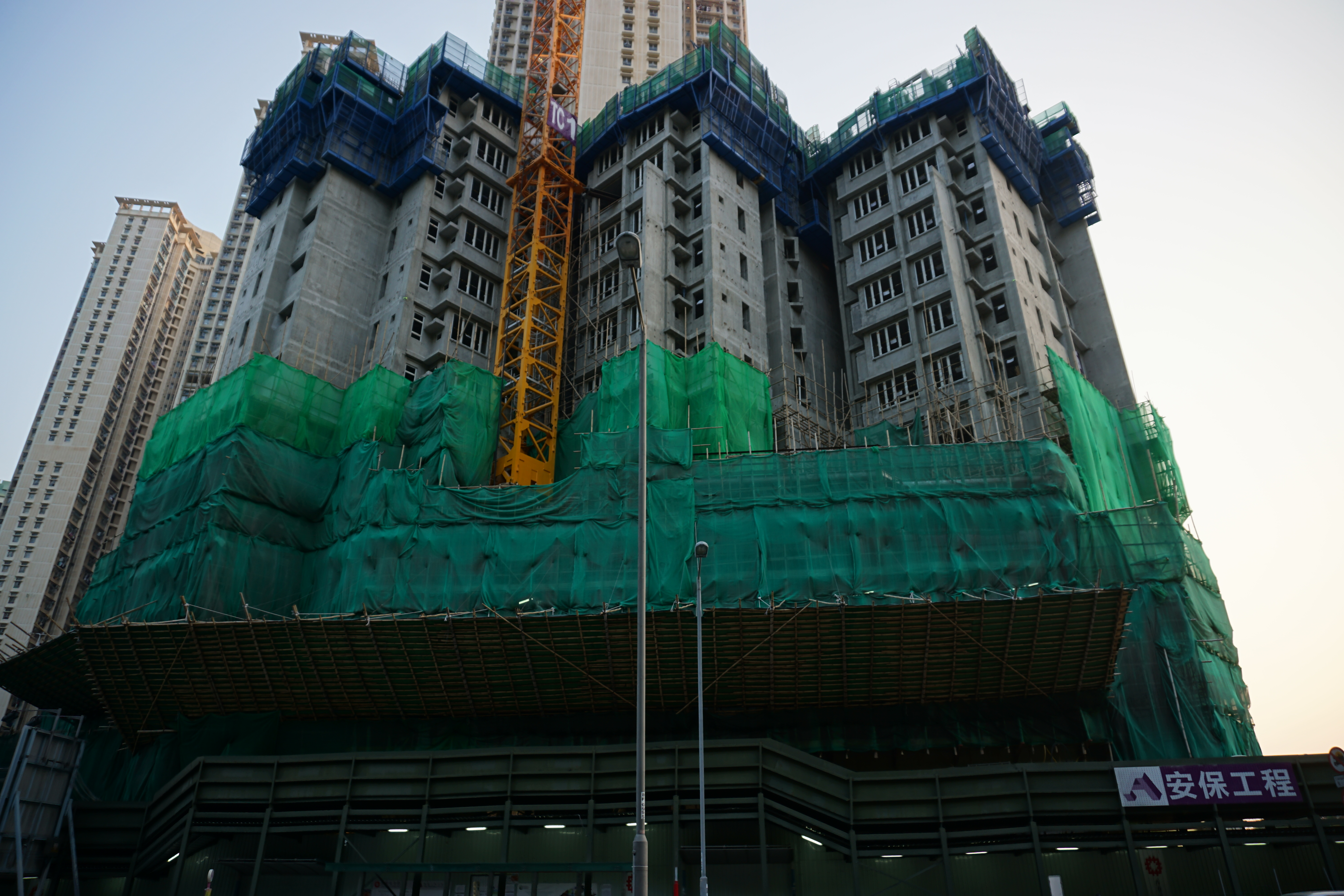
地盤（2017年4月）
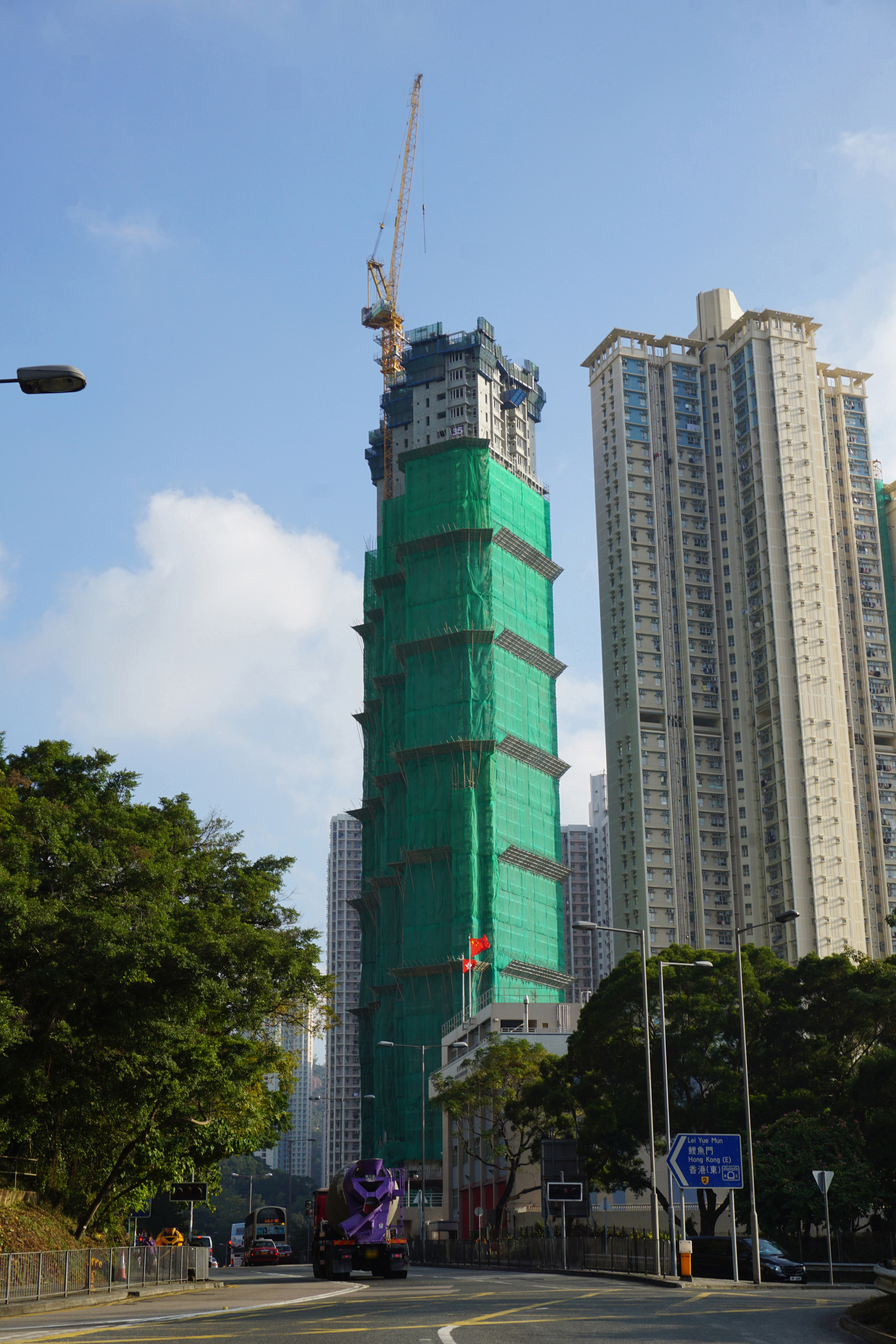
地盤（2017年12月）
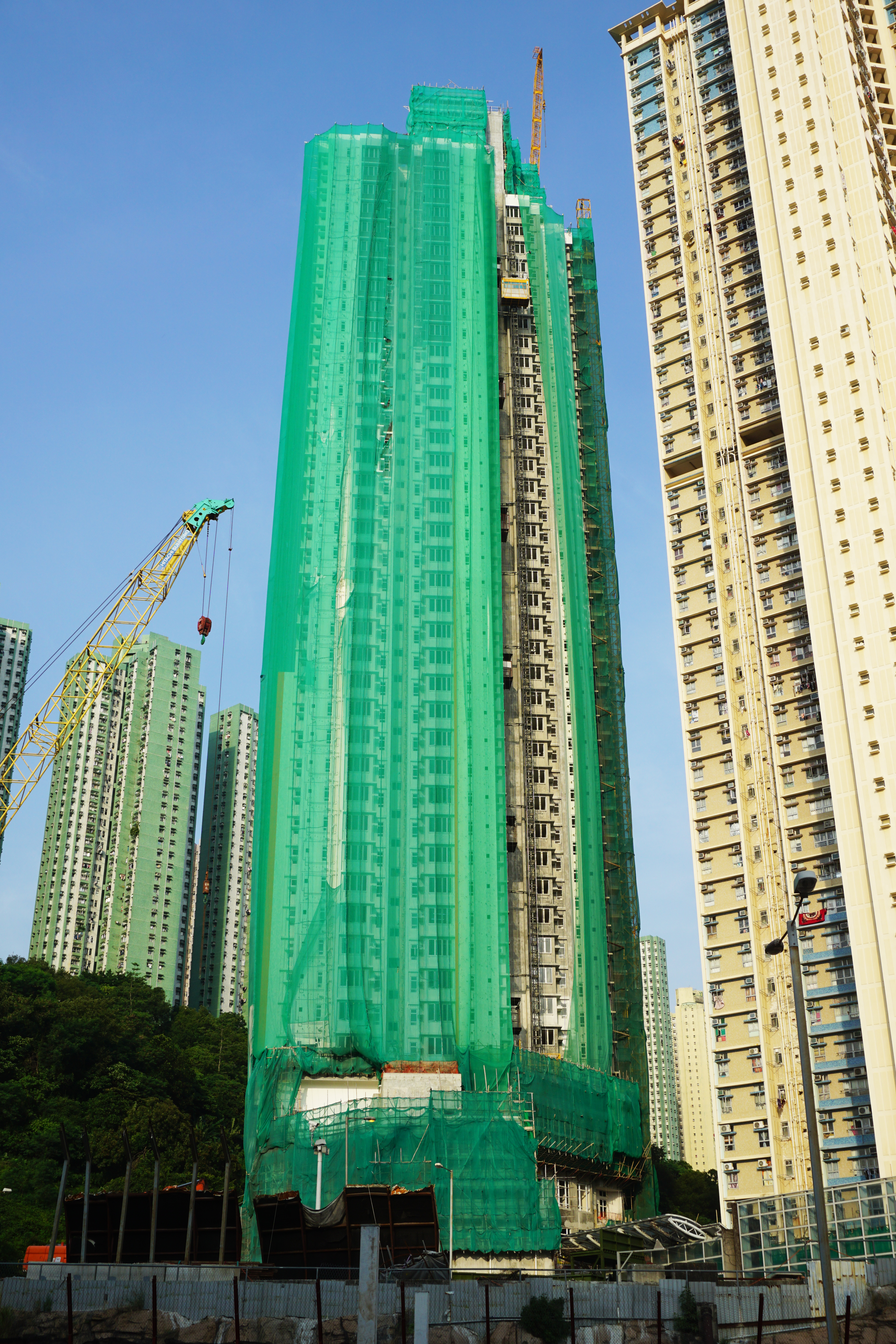
地盤（2018年7月）
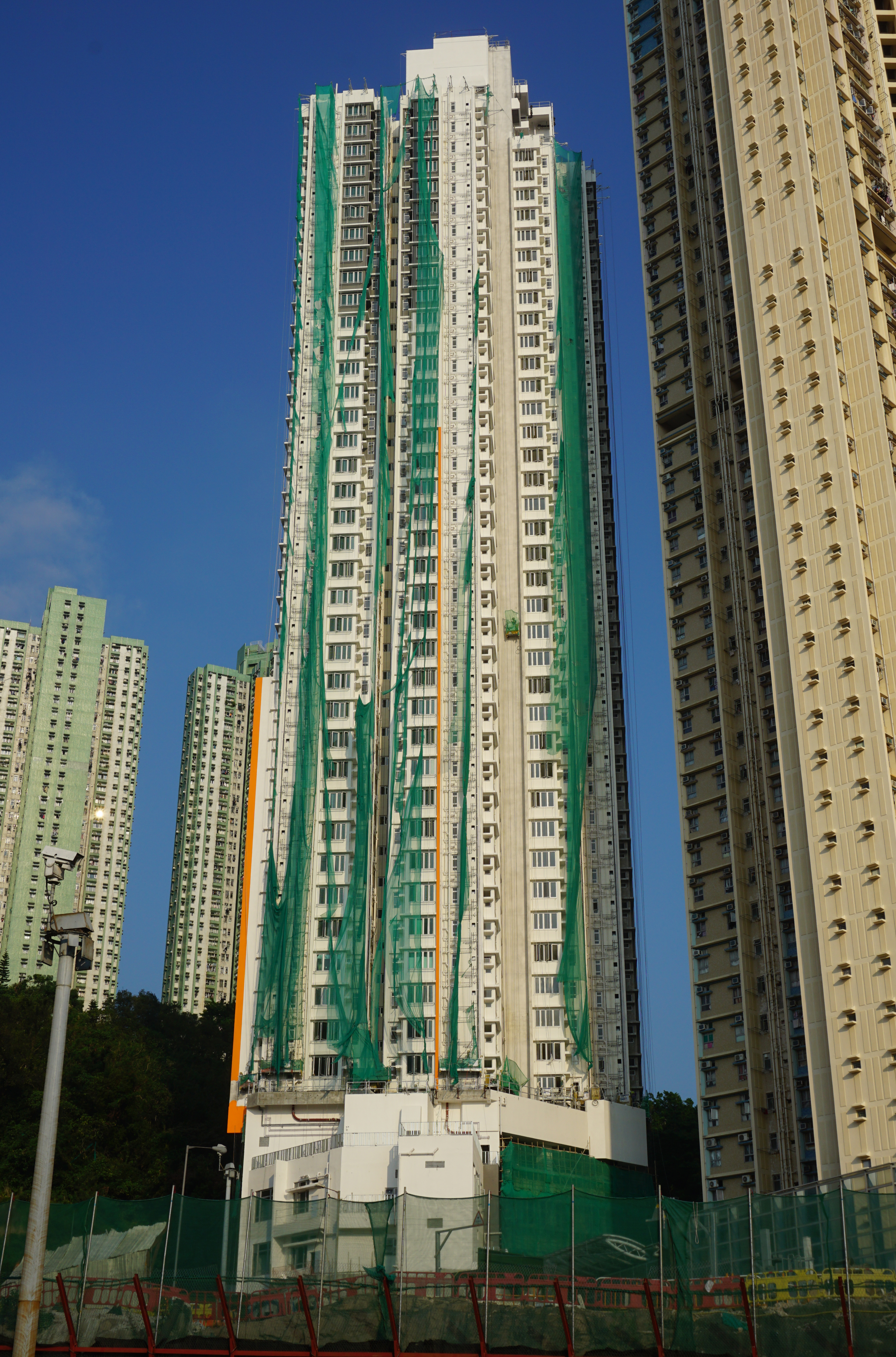
地盤（2018年10月）

#### 樓宇建築、特色及設施

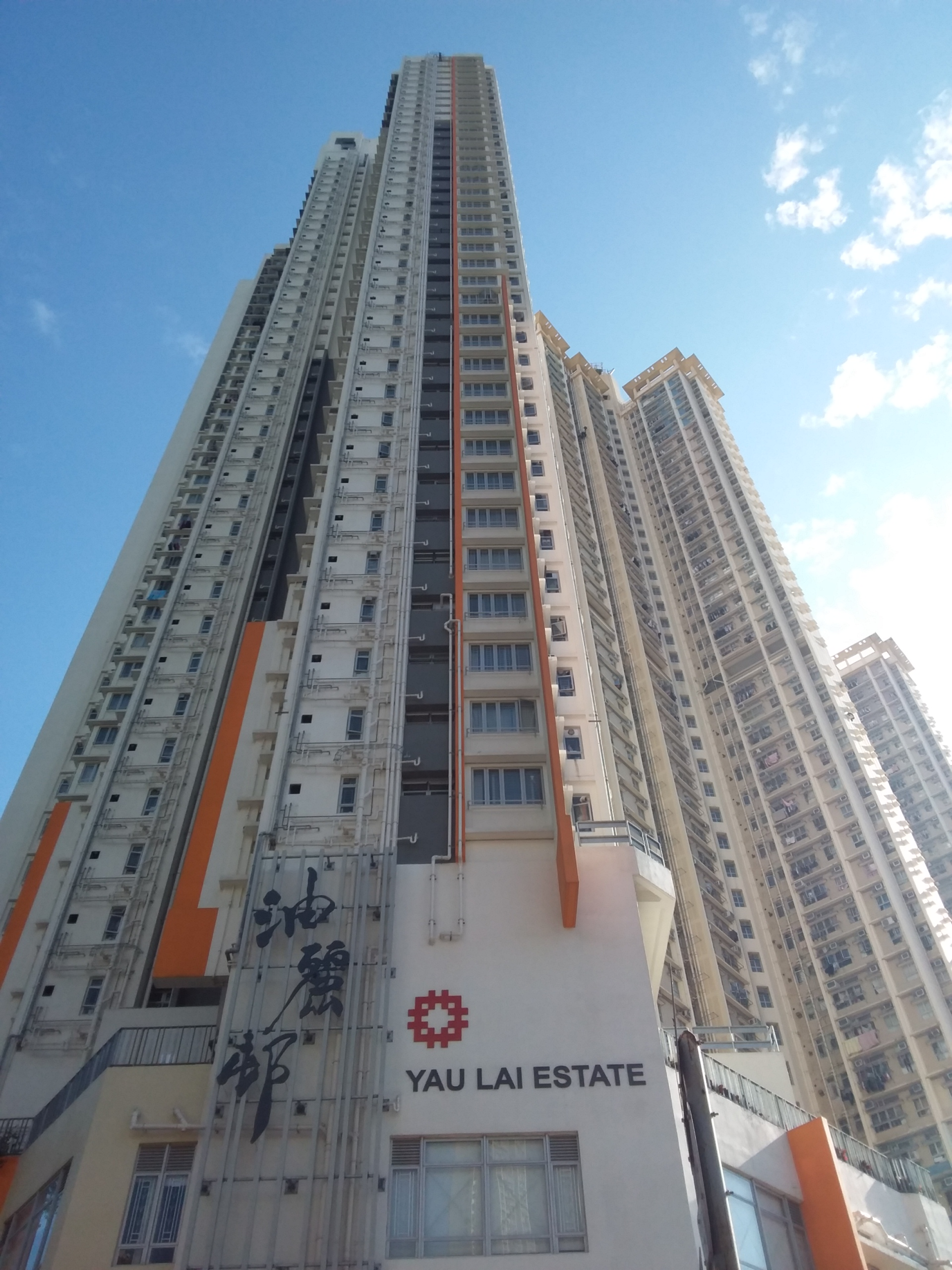
面向鯉魚門道的外觀，下方為邨名書法題字，書法家不詳
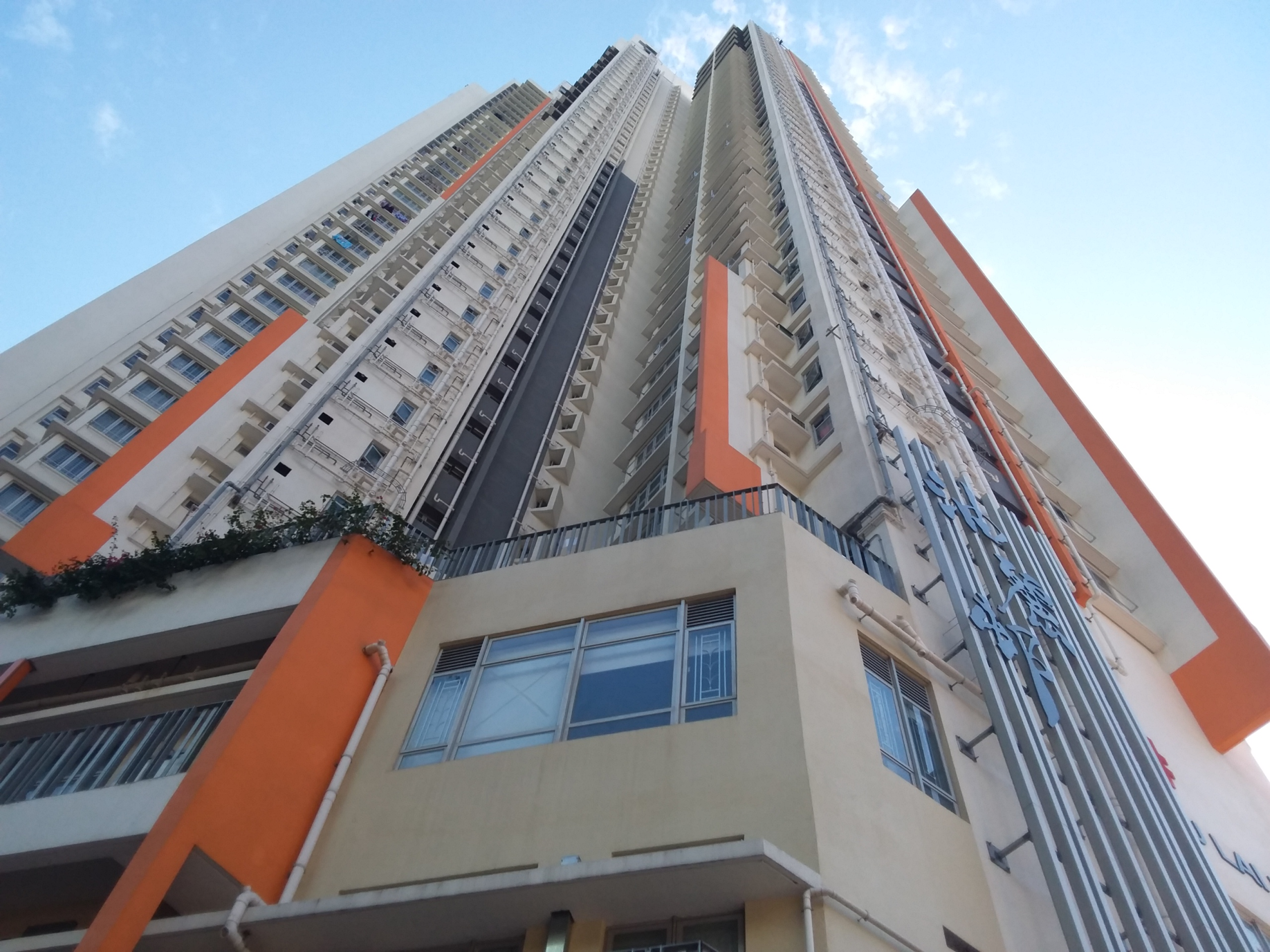
仰視
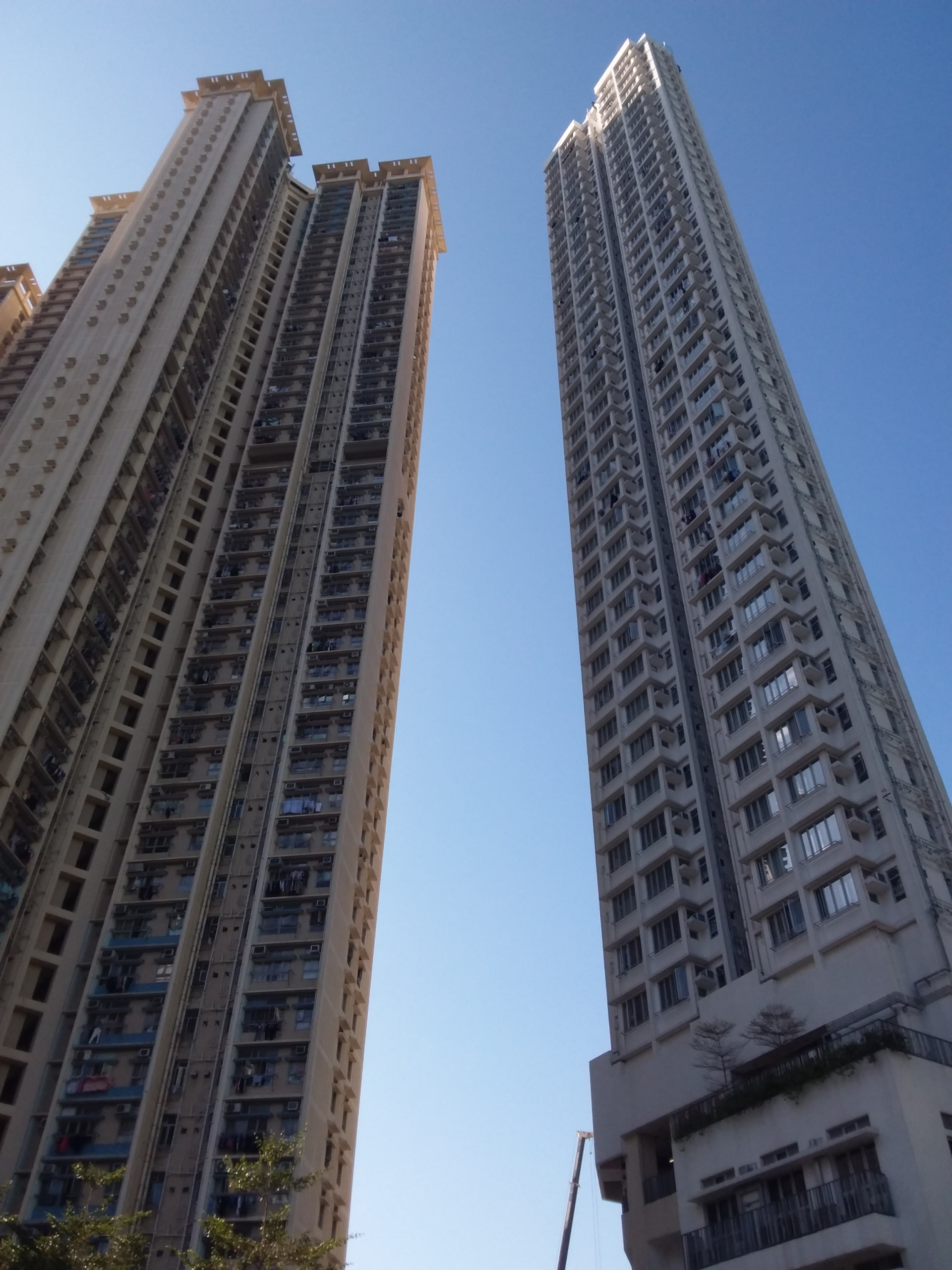
面向油塘道的外觀
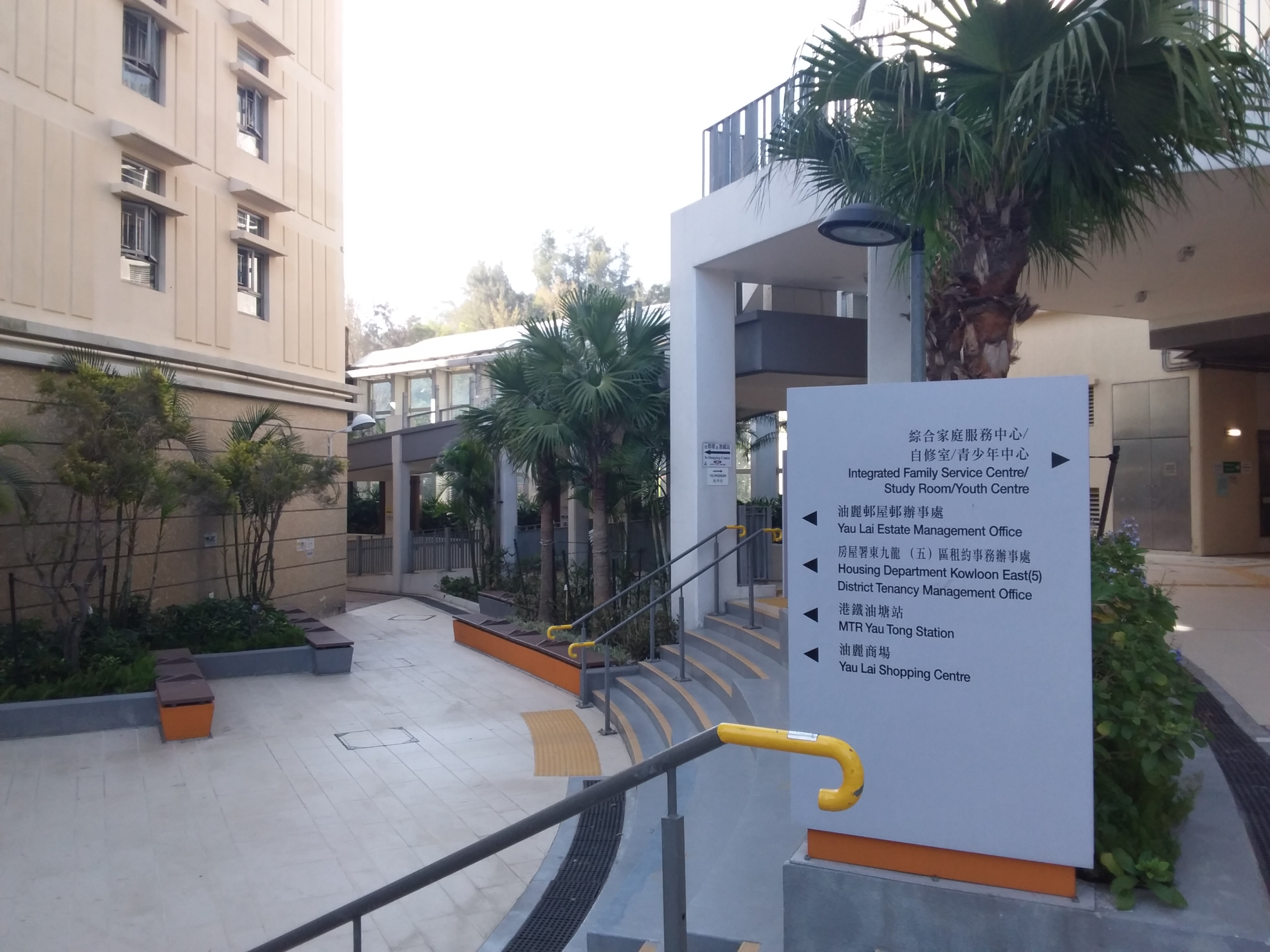
內園及指示牌
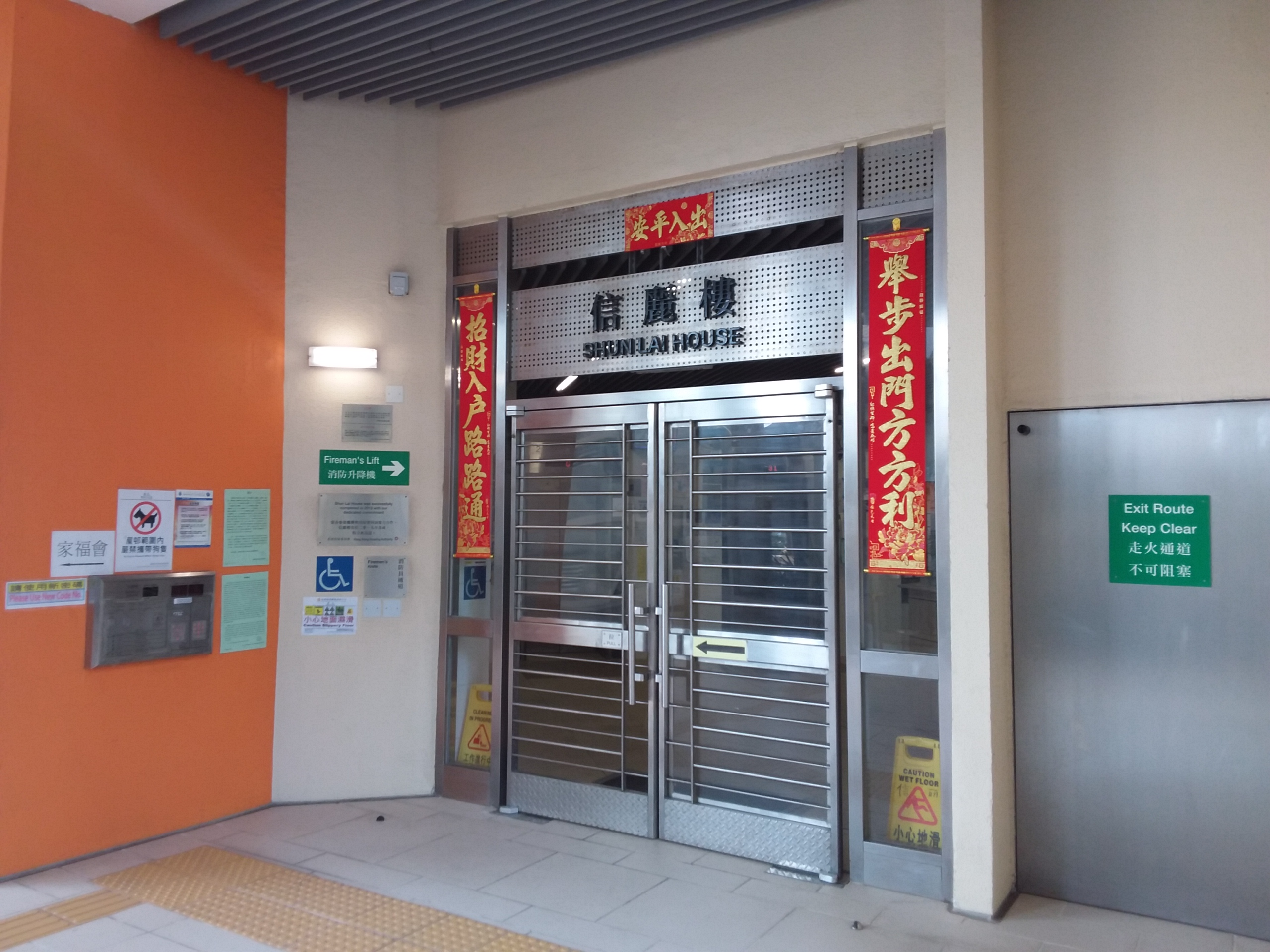
住宅正門入口
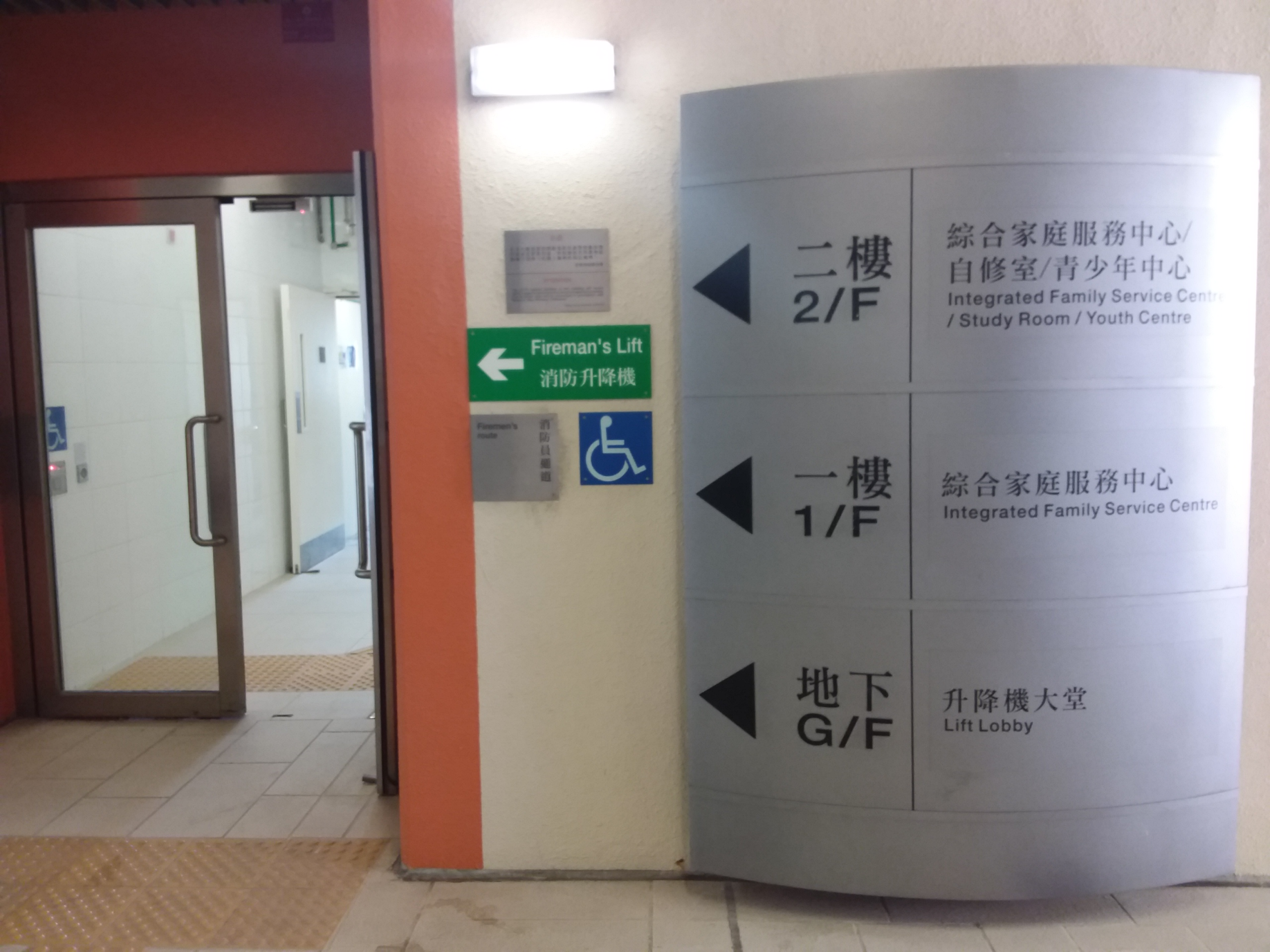
往社區綜合設施部份的門口及不鏽鋼製之樓層指示牌
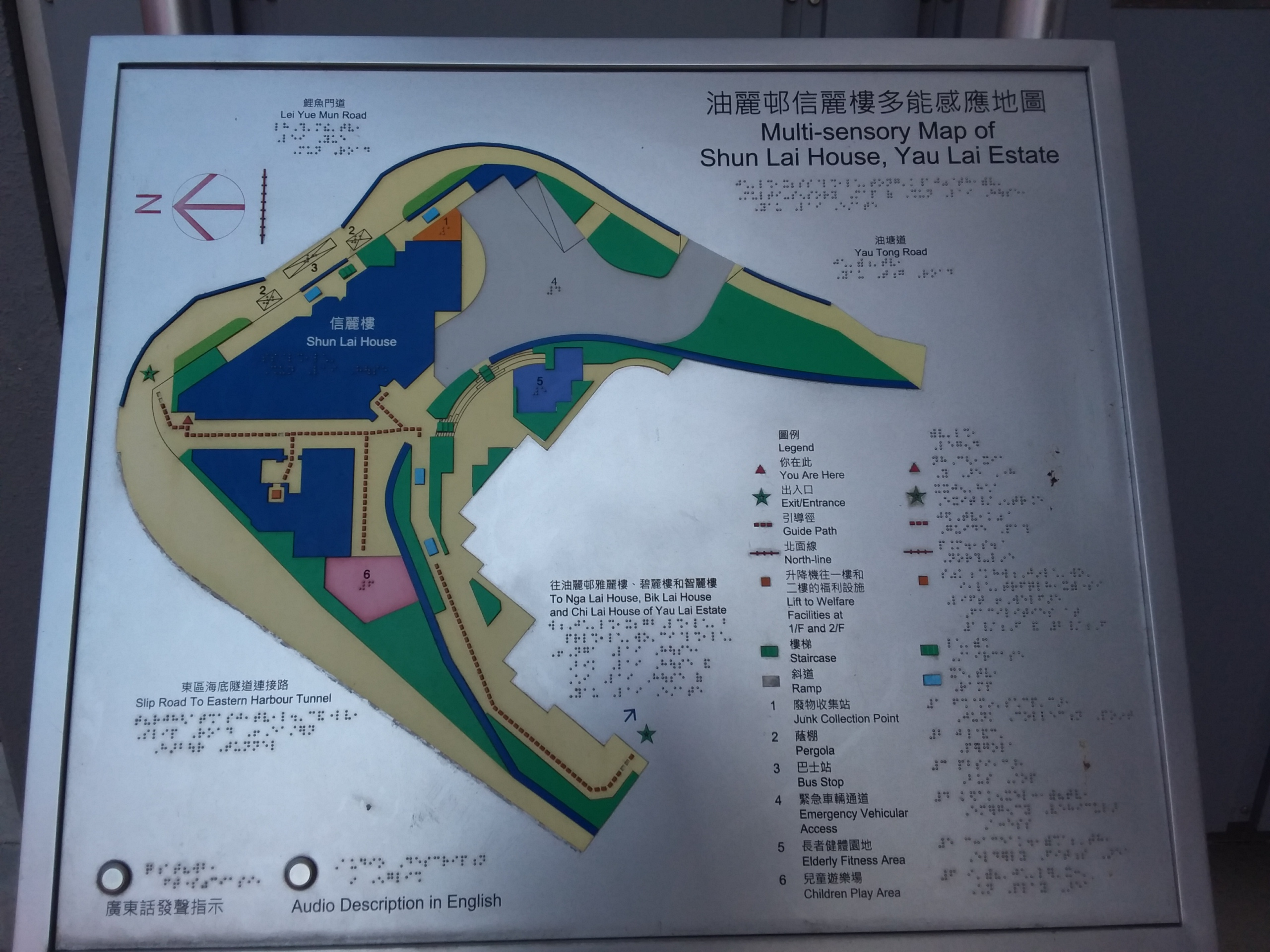
第七期內的多功能感應地圖

## 區議會議席分布
| 範圍／年度                                     | 2004-2007      | 2008-2011  | 2012-2015  | 2016-2019  | 2020-2023  | 2023-2027    |
| ---------------------------------------------- | -------------- | ---------- | ---------- | ---------- | ---------- | ------------ |
| 雅麗樓、碧麗樓、智麗樓、秀麗樓、逸麗樓及頤麗樓 | 油塘四山西選區 | 油塘中選區 | 油麗選區   | 油麗選區   | 油麗選區   | 觀塘東南選區 |
| 卓麗樓及雍麗樓                                 | 尚未落成       | 油塘中選區 | 油麗選區   | 油麗選區   | 油麗選區   | 觀塘東南選區 |
| 信麗樓                                         | 尚未落成       | 尚未落成   | 尚未落成   | 油麗選區   | 油麗選區   | 觀塘東南選區 |
| 豐麗樓及盈麗樓                                 | 尚未落成       | 油塘西選區 | 油麗選區   | 油麗選區   | 油翠選區   | 觀塘東南選區 |
| 康麗樓、翠麗樓及仁麗樓                         | 尚未落成       | 油塘西選區 | 油塘西選區 | 油塘西選區 | 油塘西選區 | 觀塘東南選區 |

## 著名居民
- 李國權：油尖旺區議會大南前區議員[20]
- 丁樂鍶：香港女藝人
- 林希靈：香港女藝人
- 黃日華：香港男藝人
- 黃芷晴：香港女藝人
- 蘇雅琳：香港女藝人，女子組合COLLAR成員
- 陳穎欣：香港女政治人物

## 外部連結
- . （原始内容存档于2003-05-30） （英语）.

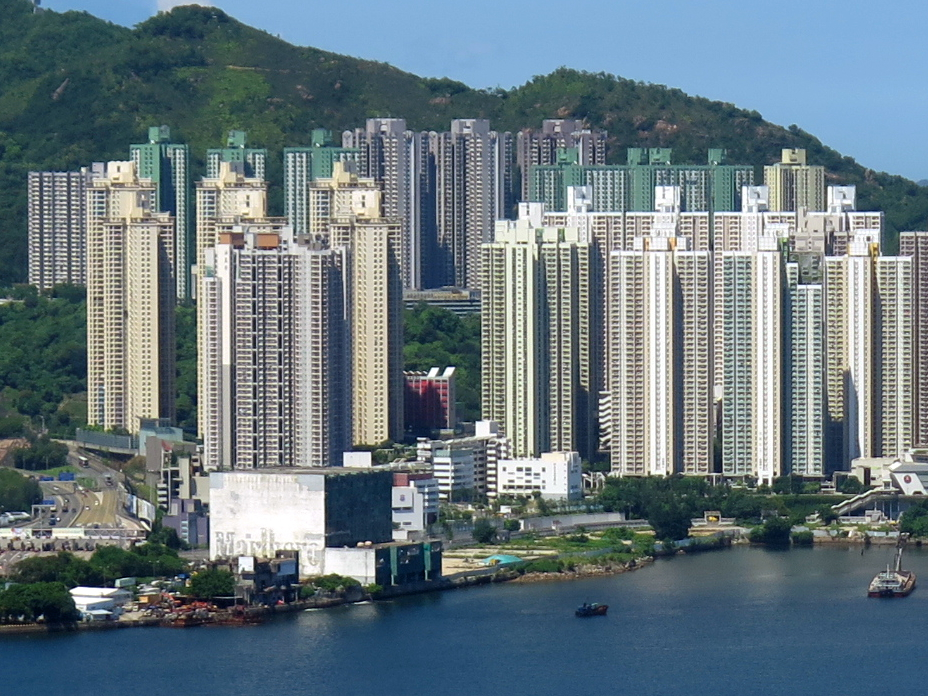
油麗邨外觀（2014年）

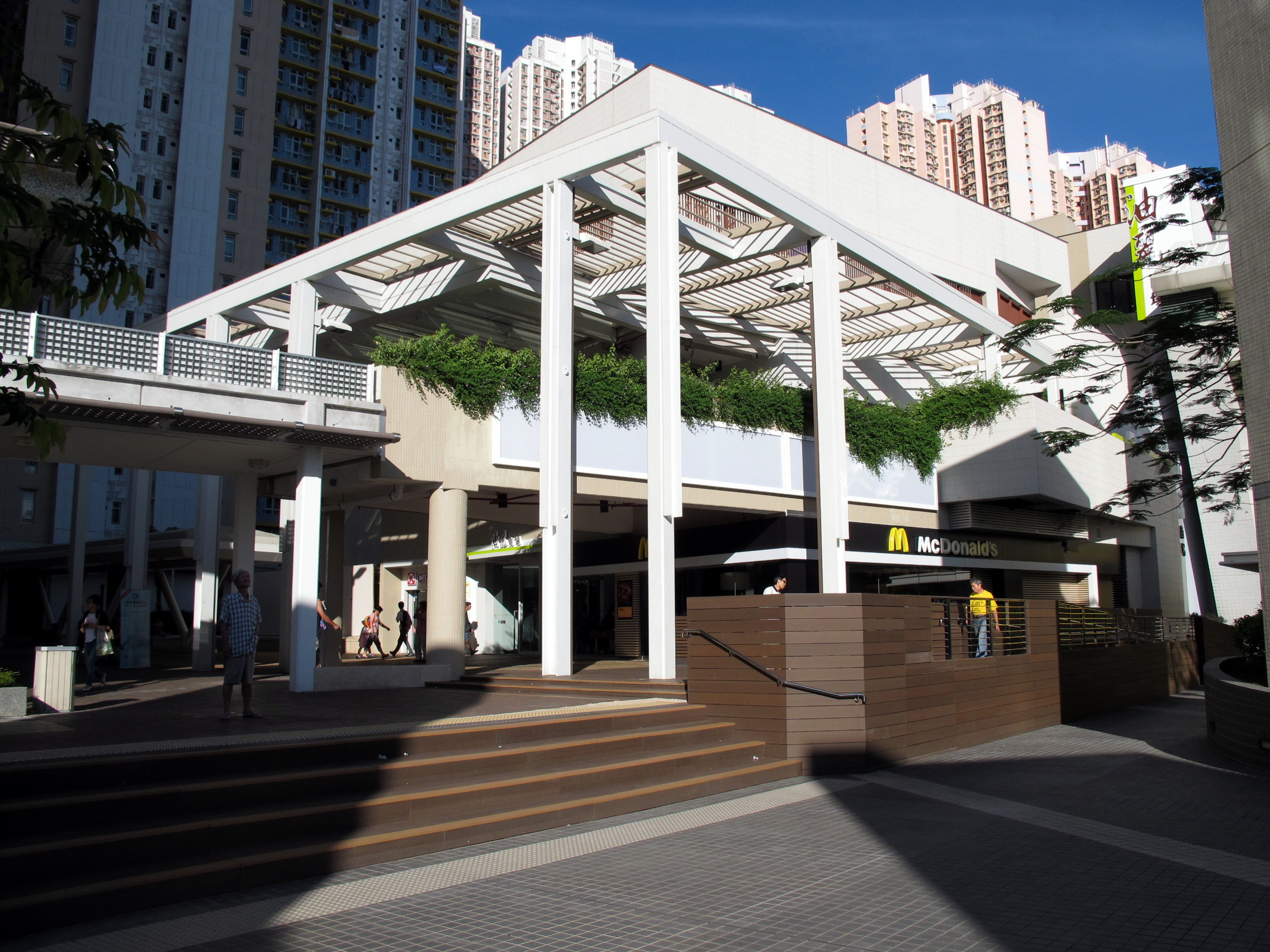
油麗商場

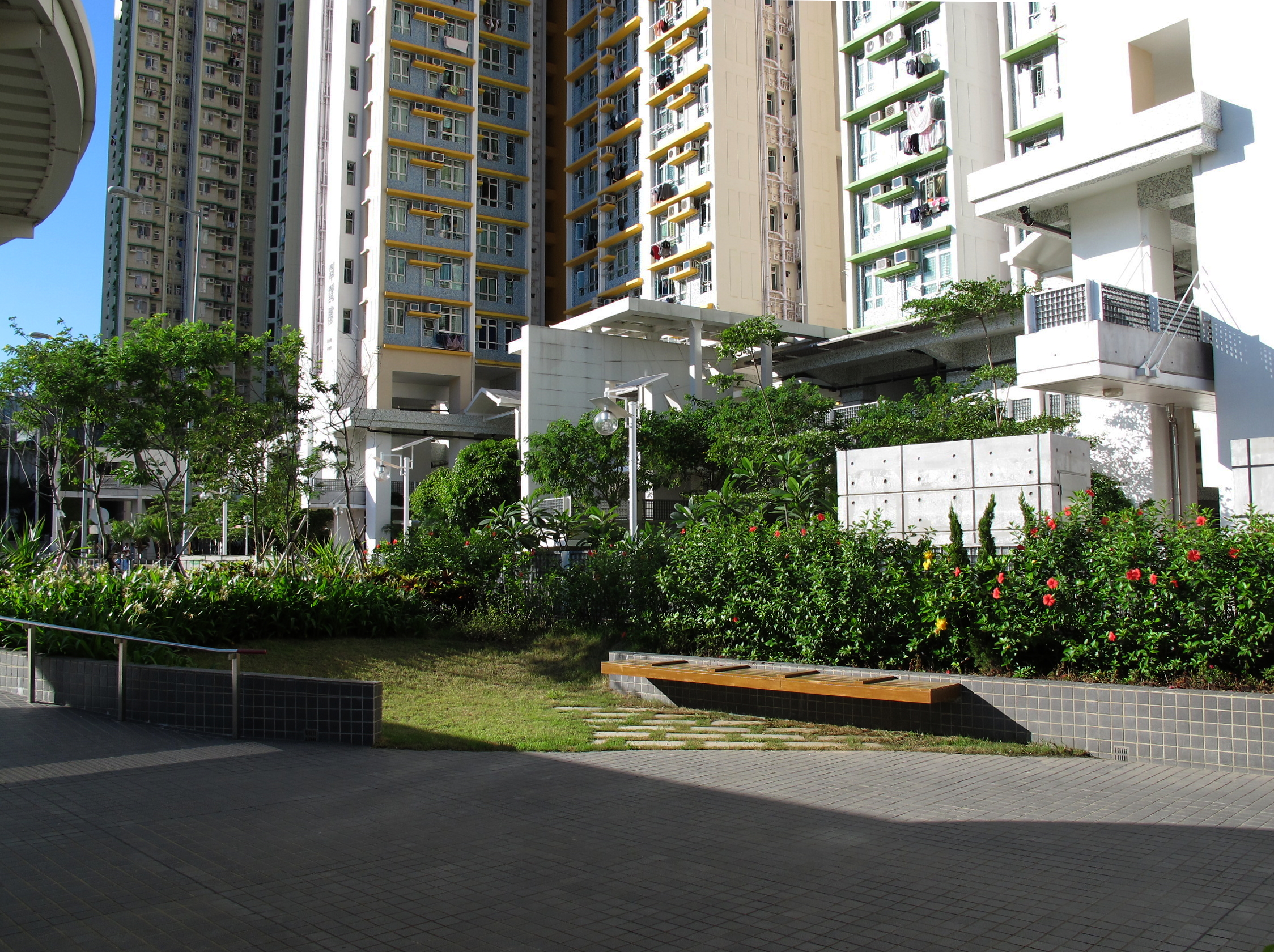
第四期花園採用現代園林設計

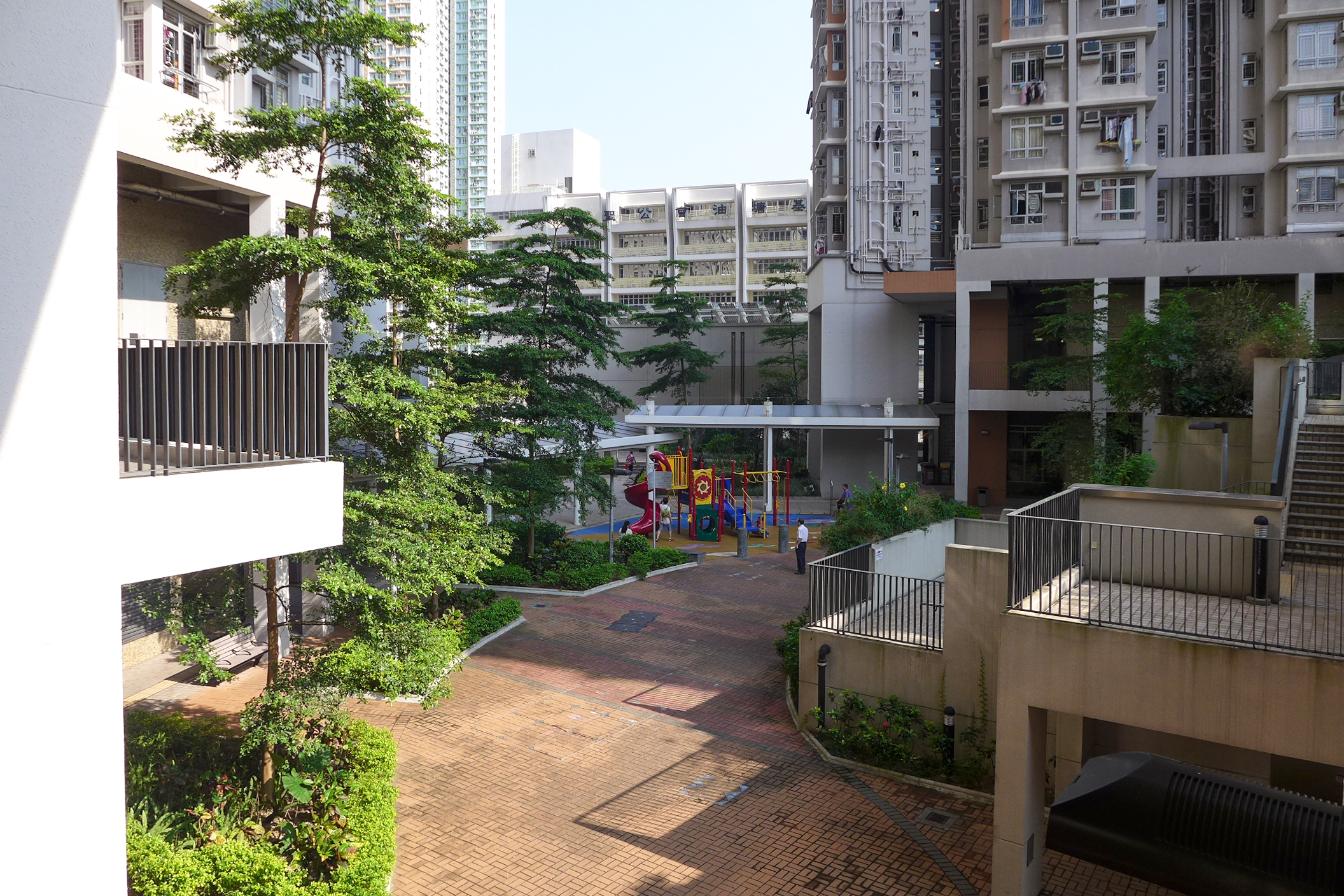
第五期花園採用分層設計

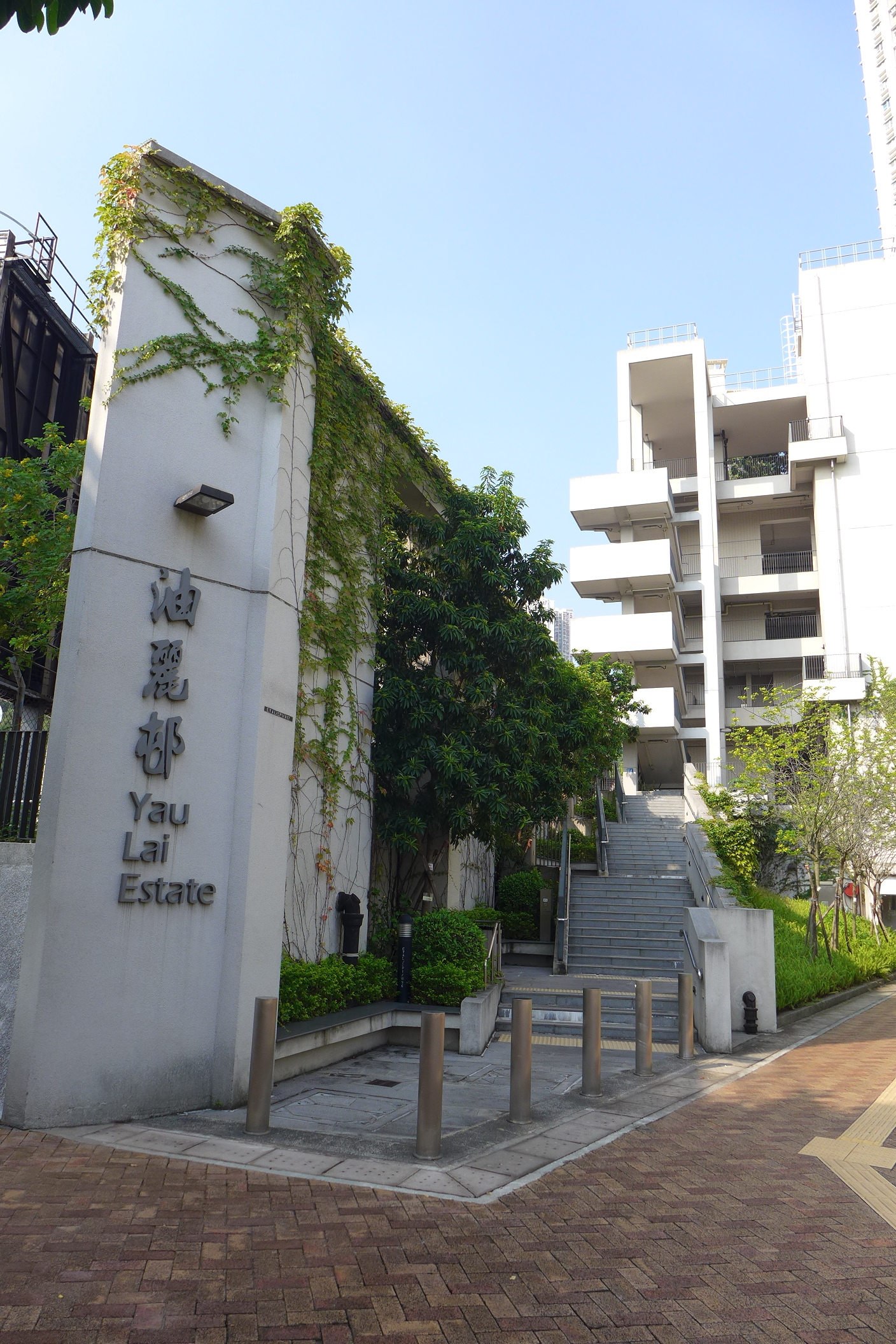
第五期設升降機塔讓住客前往地面的油塘道遊樂場及東區海底隧道

- Planning brief - Yau Lai Estate （页面存档备份，存于）（英文）
- 房委會物業位置及資料 油麗邨 （页面存档备份，存于）
- 房委會物業位置及資料 油麗邨
- 油麗社區中心 （页面存档备份，存于）

22°18′11″N 114°14′11″E / 22.302949°N 114.236516°E